# Storia della Sardegna giudicale
I Giudicati sardi furono entità statuali indipendenti che ebbero potere in Sardegna fra il IX ed il XV secolo. La loro organizzazione amministrativa si differenziava dalla forma feudale vigente nell'Europa medievale in quanto più prossima alle esperienze tipiche dei territori dell'Impero bizantino, con istituti giuridici romano-bizantini. Furono Stati sovrani dotati di summa potestas (capacità di stipulare trattati internazionali) e governati da Re chiamati Giudici, in sardo judikes. Nel contesto internazionale del Medioevo si contraddistinguevano per la modernità della loro organizzazione rispetto ai coevi regni europei di tradizione barbarico-feudale, trattandosi di stati non patrimoniali (non di proprietà del sovrano) ma superindividuali, cioè del popolo che esprimeva la sovranità con forme partecipative come le Coronas de curatorias, le quali a loro volta eleggevano i propri rappresentanti alla massima assise parlamentare, chiamata Corona de Logu.
I Giudicati conobbero l'influsso dell'architettura romanica e successivamente di quella gotica catalana, e culturalmente mutarono in modo sostanziale - nel corso dei secoli - oscillando tra un sistema di tipo feudale ed un sistema giuridico che contemplava il progressivo affrancamento delle popolazioni rurali.
Il Re o Giudice governava sulla base di un patto col popolo, il cosiddetto bannus-consensus, venuto meno il quale il sovrano poteva essere detronizzato ed anche legittimamente ucciso dal popolo medesimo (secondo il "diritto alla rivolta" di origine bizantina), senza che questo incidesse sulla trasmissione ereditaria del titolo all'interno della dinastia regnante.

## Cause storiche dell'avvento dei Giudicati

L'Impero bizantino prima di Giustiniano I in rosso (527) e l'Impero Bizantino dopo la morte di Giustiniano I in arancione (565).

La Sardegna fu sino all'VIII secolo una provincia dell'Impero bizantino, riconquistata ai Vandali nel 534 da Giustiniano e Belisario.
Gli Arabi in poco più di ottanta anni conquistarono un vasto impero e gli Abbasidi di Baghdad svilupparono loro flotte e condussero un'imponente operazione di conquista delle isole più vicine a Bisanzio.
In questo contesto dal 703 al 733 la Sardegna subì una serie di incessanti attacchi che tendevano a distruggere la potenza navale bizantina, mentre gli Omayyadi di Damasco, consapevoli dell'invincibilità araba in terraferma, condussero un'espansione di terra lungo le rive meridionali del Mar Mediterraneo.

### Le incursioni arabe
Dal 705, con l'avanzata dell'Islam verso l'Europa iniziarono le scorrerie dei corsari musulmani provenienti dal Nordafrica e dalla Spagna. Le incursioni improvvise non trovarono efficace opposizione nell'esercito bizantino. Cessate le scorrerie improvvise, dopo una stasi di dieci anni, Arabi e Berberi islamizzati si riorganizzarono e tornarono questa volta con un più ampio schieramento di forze cercando di occupare la parte meridionale della Sardegna.
Fu a seguito di queste offensive che il re longobardo Liutprando inviò alcuni messi a Cagliari - tra il 721 e il 725 - per trattare l'acquisto delle spoglie di Sant'Agostino custodite in città e preservarle da possibili profanazioni. Andata a buon fine la trattativa i Longobardi portarono le spoglie in salvo a Pavia, custodendole nell'Arca di San Pietro in Ciel d'Oro. A Cagliari restarono le vesti del santo.
Le fortificazioni sarde resistettero a diversi attacchi, tanto che in una missiva dell'851 papa Leone IV chiederà aiuto allo Judex Provinciae (giudice della provincia) della Sardegna per la difesa di Roma, ma con la caduta nell'VIII secolo dell'Esarcato d'Africa con sede a Cartagine, e soprattutto con l'affermarsi della presenza araba in Sicilia (827) la Sardegna restò scollegata da Bisanzio e dovette necessariamente rendersi economicamente e militarmente autonoma. Non potendo contare sull'aiuto imperiale per difendersi dagli attacchi, gli amministratori locali, gradualmente, organizzarono le difese e presero coscienza di agire di fatto più per proprio conto che per conto di soggetti esterni.
A poco a poco il distante potere imperiale scomparve. Si ritiene che i funzionari imperiali derivanti dall'antico istituto dioclezianeo del vicarius, altrimenti detto lociservator (luogotenente, letteralmente), di grado assimilabile al praeses (sorta di prefetto imperiale) si trovarono ad essere, probabilmente, capi di governo prima - e poi - per riconoscimento e legittimazione diffusa, avrebbero assunto il nome e il potere di Iudex, affermando così una sovranità indipendente ed ereditaria.
Un indizio dell'autonomia da Bisanzio lo si evince dalla notizia della missione condotta in autonomia dai sardi presso Ludovico il Pio (814 - 840), successore di Carlo Magno, in vista di una coalizione anti araba con i Franchi i quali, all'epoca, detenevano la Corsica. I legati stabilirono rapporti di buon vicinato e collaborazione difensiva tra le due isole. Quando nell'828 il conte Bonifacio, governatore franco della Corsica, passò per la Sardegna al fine di colpire le coste del Nordafrica oramai arabo con una spedizione militare, definì la Sardegna Insula amicorum. La Sardegna fu allora decisiva perché divenne uno dei confini più importanti tra mondo latino e Islam.

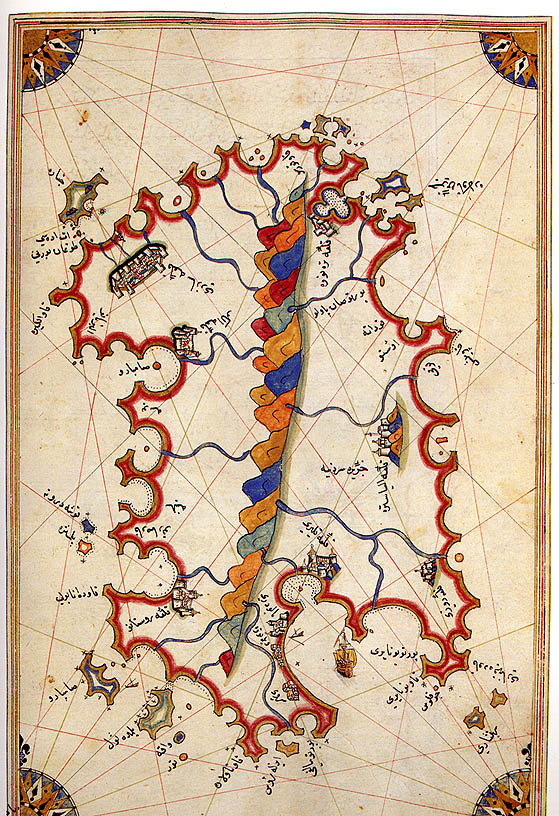
Antica mappa araba raffigurante la Sardegna

### Cronologia delle incursioni musulmane
- 705 - Prima incursione araba documentata (forse nell'isola di Sant'Antioco), inviata dal califfo omayyade ʿAbd al-Malik b. Marwān e partita dalle coste egiziane.
- 709 - Incursione ordinata dall'emiro Mūsā b. Nuṣayr.
- 711 - Importante incursione arabo-berbera sulla Sardegna, contemporanea della conquista della penisola iberica. Sebbene fallita da più punti di vista, questa incursione è rappresentativa di un decisivo balzo in avanti dell'espansionismo islamico.
- 733, 736 - Altri attacchi arabo-berberi.
- 753 - In seguito ad un attacco, secondo un'attendibile fonte araba (Ibn al-Athir), viene imposto ai Sardi il pagamento della jizya. Segue un periodo di circa cinquant'anni sul quale non abbiamo notizia di incursioni.
- 760 - L'imperatore Costantino V prepara una flotta, abbastanza efficiente, per difendere il Tirreno dall'espansione araba e dalle scorrerie.
- 807 - Tentativo di incursione degli Arabi di Spagna (probabilmente presso le coste di Oristano), che però viene bloccato, con gravi perdite fra gli invasori (il fatto è narrato nella Cronaca di Saxo e dovette avere una certa risonanza fuori dell'isola).
- 810 - 812 - Un altro tentativo dalla Spagna fallisce, mentre – nell'812 – un'incursione si limita a toccare la Corsica. Nello stesso periodo si preparava anche un attacco alla Sardegna da parte degli Arabi africani, che non giunse a termine perché la flotta fu dispersa da una tempesta.
- 815 - Ambasciata di sardi (legati sardorum de Carali civitate) presso Ludovico il Pio, che richiedono assistenza militare (il fatto è narrato negli Annali di Eginardo).
- 816 - Saccheggio di Cagliari, la flotta viene però dispersa al ritorno da una tempesta.
- 821 - Altra incursione.
- 827 - Gli Arabi e i Berberi aghlabidi iniziano l'occupazione della Sicilia; questo evento è probabilmente rilevante nel segnare una tappa della separazione della Sardegna dall'impero bizantino.
- 829 - Passaggio in Sardegna del conte Bonifacio (il feudatario carolingio preposto alla Toscana e alla difesa navale nel Tirreno) diretto verso le coste africane.
- 934 - A quest'anno risale un'incursione proveniente dall'Africa; si trattò di un fatto di una certa gravità; la cronaca di Ibn al-Athîr parla di una grande strage di abitanti e di distruzione di navi effettuata in Sardegna da una flotta diretta a saccheggiare Genova.
- 947 - Trattato di pace tra Impero bizantino e Califfato omayyade di Spagna.
- 972 - 1001 - Almanzor è visir e, dal 996, reggente del califfato a Cordova. Avvia un'ambiziosa politica espansionistica. È suo liberto e protetto Mujahid, conosciuto come Museto o Mugetto, poi wali (governatore) di Dénia (Baleari).
- 1015-16 - Tentativo di conquista dell'isola da parte di Mujāhid/Mugetto. L'intervento di Pisa e Genova, che ricacciano l'esercito di Mujāhid/Mugetto, apre le porte della Sardegna alle due repubbliche marinare. Si rinsaldano anche i contatti dell'isola con la Chiesa cattolica e con la liturgia occidentale, che era stata affiancata da quella orientale nel periodo Bizantino.

## La nascita dei quattro Giudicati

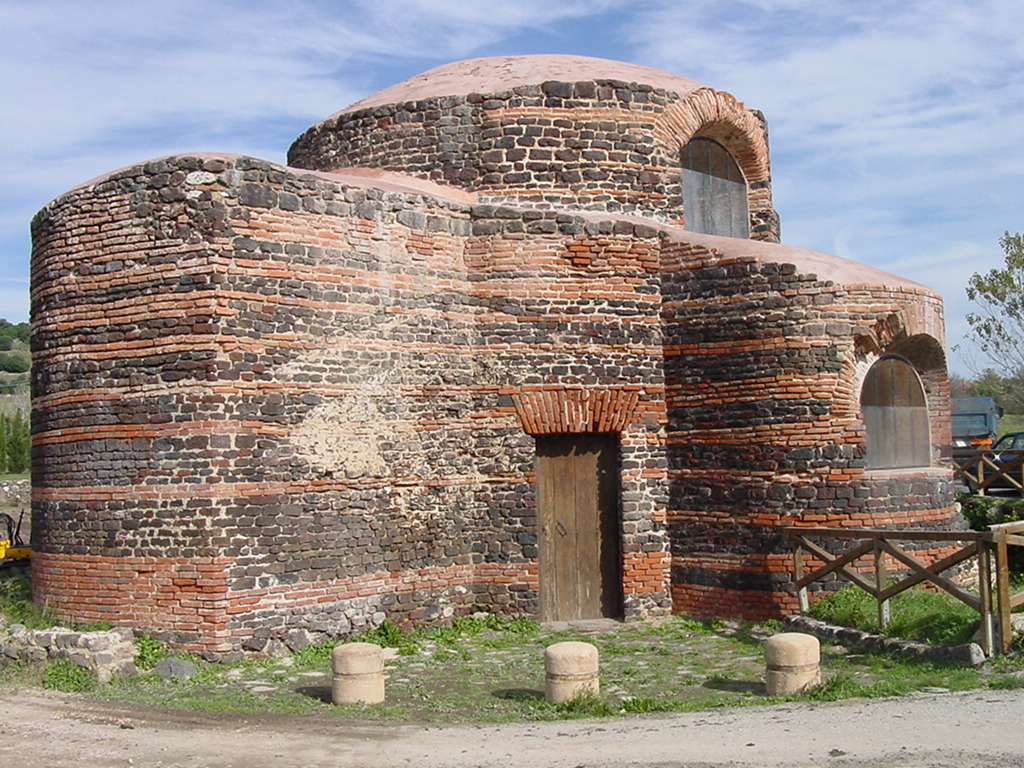
La chiesa di Nostra Signora di Mesumundu a Siligo, VI secolo

La quasi totale assenza di fonti storiografiche non consente di avere certezza sul passaggio dall'autorità bizantina centrale alla nascita dei quattro giudicati autonomi. Restano larghe zone d'ombra. A fronte dell'unica fonte incontrovertibile costituita dalla epistola inviata da Papa Gregorio VII il 14 ottobre 1073 ai quattro Giudici (Orzocco, Torchitorio, Mariano, Costantino) che, citando i loro antiqui parentes palesa il radicamento storico delle generazioni giudicali, per quanto riguarda le nebulose fasi tra il IX e l'XI secolo si ritiene che vi sia stata una evoluzione graduale avvenuta in un contesto di rapporti sempre più rarefatti con Bisanzio a fronte di nuovi rapporti ed equilibri con altre entità statuali influenti nel bacino occidentale del Mediterraneo. Le fonti più importanti in merito sono le epistole papali del IX secolo:

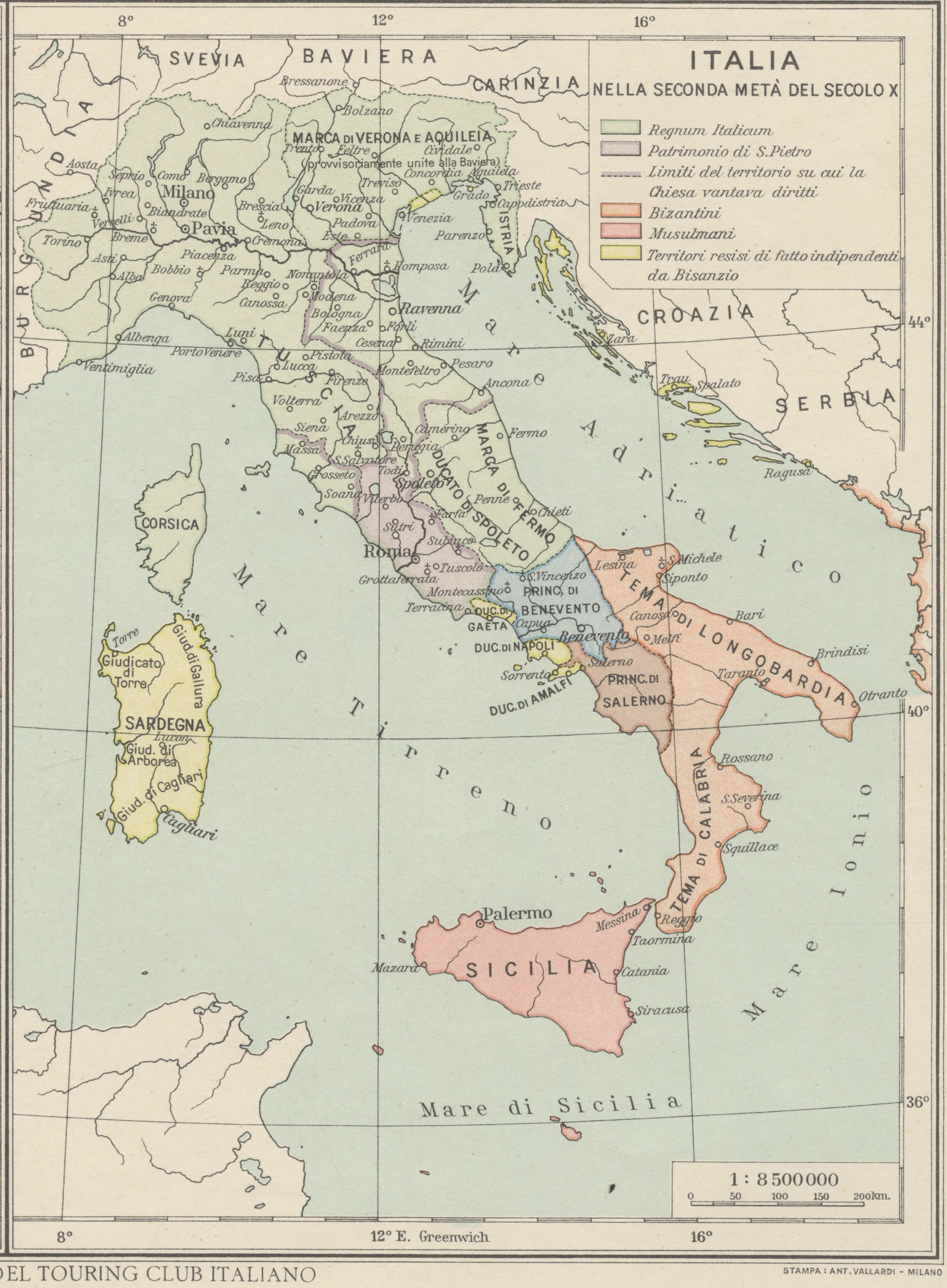
Mappa d'Italia nella seconda metà del X secolo

- prima dell'800 - le missive erano indirizzate ad un Ipatos, un Consul che accorpava le funzioni del Praeses e del Dux militare;
- 840 - il geografo arabo Ibn Khordadbeh relaziona sulla presenza in Sardegna di un batrìq, console di Sardegna, Baleari e Corsica;
- 851 - papa Leone IV scrive allo Iudex Sardiniae per chiedere l'invio di un reparto militare a Roma e la fornitura di lana marina, il bisso, per la confezione degli indumenti pontifici;
- 864 - papa Niccolò I stigmatizza le unioni di natura incestuosa (matrimoni fra consanguinei) che intercorrono da anni tra gli Iudices sardi (usa quindi il plurale);
- 872 - papa Giovanni VIII invia una lettera indirizzata ai Principes Sardiniae;
- 915 - l'imperatore Costantino VII Porfirogenito tra i vari ufficiali imperiali cita un arconte per la Sardegna.

Da questo sistema di informazioni si possono trarre alcuni ragionevoli spunti di riflessione: Bisanzio lasciò al governo di Sardegna, Corsica e Baleari un arconte con sede a Cagliari. La figura dell'arconte unificava i poteri civili del praeses con quelli militari del Dux. Nel 1990 è stato rinvenuto a Tharros (l'antica capitale arborense precedente alla fondazione di Oristano) un sigillo recante l'iscrizione in lingua greca Zerchis àrchon Arbor (Zerchis arconte d'Arborea), e questo significa forse che la figura dell'arconte venne moltiplicata per favorire il controllo e la risposta difensiva nei diversi territori soggetti alle incursioni moresche.
Nel corso del IX - X secolo le figure imperiali presenti in altri distretti dell'Impero bizantino assunsero una natura dinastica e familiare come avvenne ad esempio a Venezia e Napoli. Si assistette quindi ad un processo di radicamento al potere di una stessa famiglia nei diversi giudicati, i Lacon-Gunale (affiancata da altre famiglie aristocratiche). Ciò lo si evince dall'appartenenza sin dalle origini di tutti i quattro giudici sardi, di cui si ha notizia, a questo ceppo originario e dalla pratica dei matrimoni tra consanguinei che denota la loro volontà di mantenere la purezza e la forza dei diritti di successione.

### Le diverse tesi sulle casate regnanti

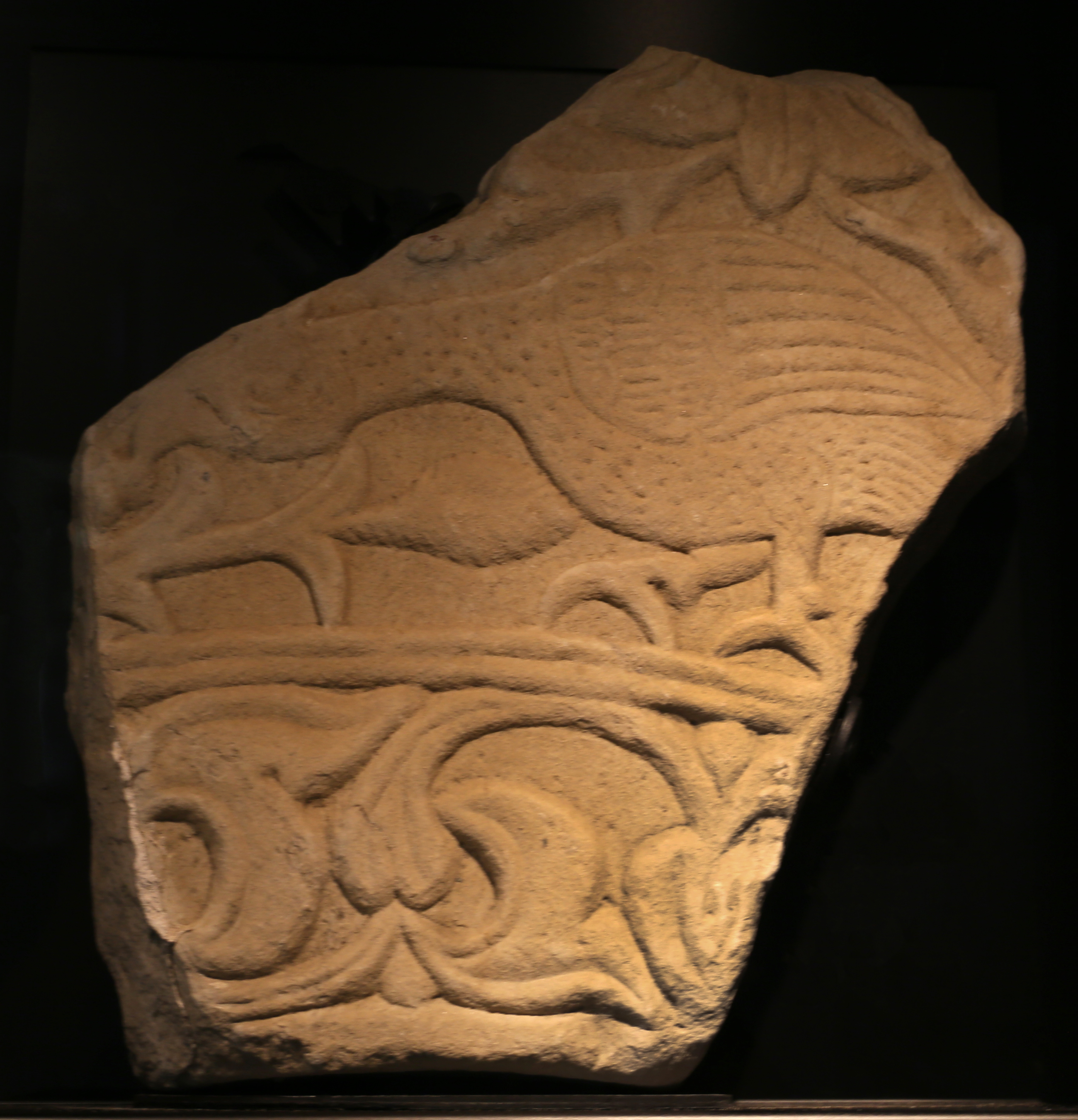
Frammento di lastra con pavone, botteghe alto-giudicali sarde (Museo archeologico nazionale di Cagliari)

Sono state elaborate al riguardo alcune tesi sulle origini della casata dei Lacon Gunale:
- tesi bizantina: i Lacon Gunale sarebbero della famiglia aristocratica dell'Arconte lasciato in carica dall'Imperatore. È verosimile che l'Arconte, tra l'851 e l'872 abbia diviso la Sardegna in quattro aree militari presiedute ciascuna da uno Iudex proveniente dalla propria famiglia. Tuttavia si sentì il bisogno dell'investitura della Corona de Logu composta dai maggiorenti del regno. Tra la fine del IX e l'inizio dell'XI secolo i quattro distretti assunsero autorità autonoma uno dall'altro divenendo Giudicati;
- tesi autoctona: recenti studi (Paulis, Bertolami) danno invece luogo ad una tesi sulla sardità della dinastia giudicale dei Lacon Gunale in forza soprattutto del fatto che Lacon e Gunale erano i nomi di alcuni villaggi della Sardegna centrale e che alcuni nomi di giudici molto frequenti nelle genealogie – come Zerchis, Torchitorio, Ithoccor, Salusio, Othoccor, Orzocco – sono, da un punto di vista linguistico, riconducibili ad un substrato sardo pre-latino che, probabilmente, riuscì a sopravvivere alla romanizzazione e che riprese forza sin dai tempi del Dux Hospitone, capo dei barbaricini, oggetto delle epistole di papa Gregorio I del VI secolo;
- tesi esterna: i riferimenti culturali merovingi e carolingi presenti negli usi e sigilli della cancelleria giudicale turritana, utilizzati per segnare la fonte dell'autorità regnicola, potrebbero far riferimento a fatti a noi non più noti che determinarono l'investitura monarchica a favore di qualche dux turritano avvenuta ad opera dei franchi nel IX - X secolo, in occasione della difesa congiunta di Sardegna e Corsica dai Saraceni, con un Praeses cagliaritano libero dall'influenza carolingia.

Potrebbe essere comunque probabile anche una tesi mista che, compenetrando le tre precedenti, evidenzierebbe il rafforzamento di una dinastia di ceppo bizantino lasciata al potere dall'Impero, che si apparentò e legò alle principali famiglie latifondiste sarde le quali esercitavano una discreta influenza sul governo giudicale tramite lo strumento consiliare della Corona de Logu. Ciò forse in un processo di distacco dall'autorità centrale cagliaritana di qualche gruppo aristocratico che, probabilmente, riuscì a ottenere una legittimazione imperiale franco durante l'isolamento e gli attacchi saraceni del IX-X secolo.

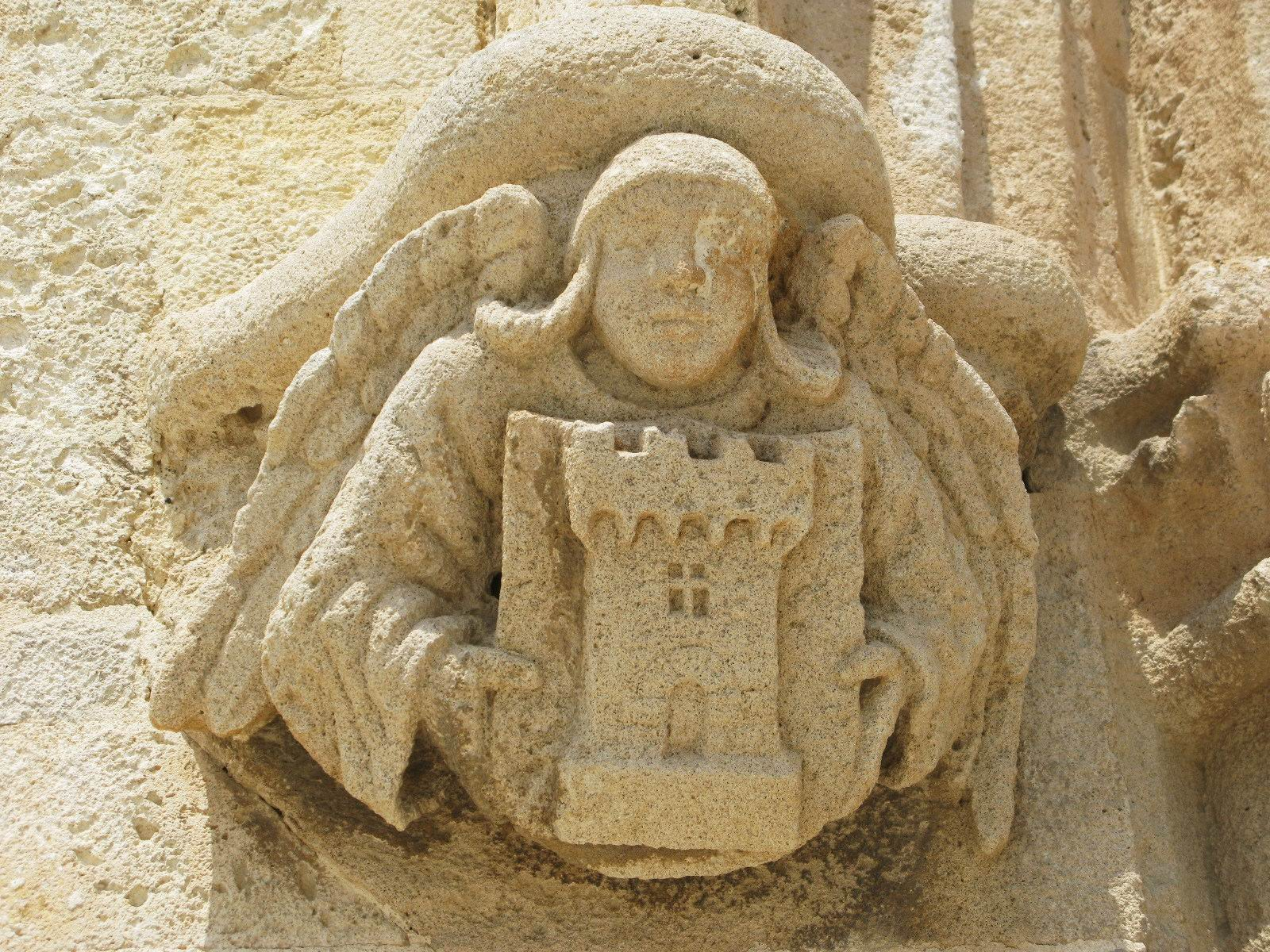
Stemma Giudicale di Torres - Basilica romanica di San Gavino - Porto Torres.

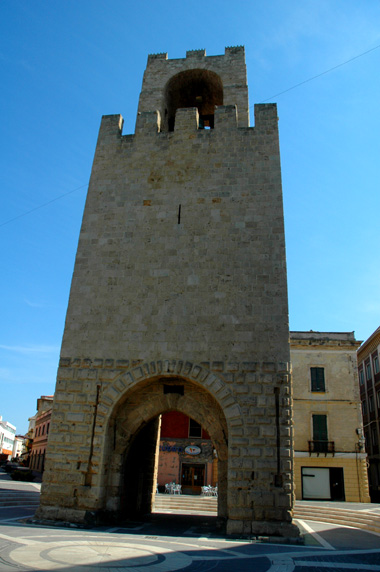
Torre di Mariano II di Arborea ad Oristano.

In particolare è di estremo interesse il fatto che avvenne nel 1065 con Gonario-Comita giudice di Torres e Arborea (de ambos logos), della famiglia Lacon-Gunale, non si sa se a seguito di acquisizione matrimoniale o per un unico regno originario. Gli successe suo figlio Orgodori. Un altro successore, Barisone I, ebbe due eredi, Andrea Tanca e Mariano I, che divisero il regno tra Torres e Arborea, dando origine a due casate distinte (e forse alla nascita formale del Giudicato di Arborea), quella dei Lacon-Gunale giudici di Torres e quella dei Lacon-Zori giudici di Arborea. In Arborea si succedettero in particolare le dinastie dei Lacon-Serra prima e dei Serra-Bas dopo, a seguito dell'apparentamento con la casata catalana Bas-Cervera nel 1157. Questo fatto potrebbe confermare che dal primo regno sardo con sede a Cagliari, gemmò quello di Torres (forse per investitura carolingia nel IX secolo) e, successivamente, quello di Arborea per gemmazione familiare. Per la Gallura si rinnova l'ipotesi di gemmazione dal ceppo familiare Lacon-Gunale cagliaritano, tuttavia non va ignorato il nome del primo giudice storicamente documentato nel 1050, Manfredi, che lascerebbe presumere un controllo diretto dei Pisani subentrato a quello autoctono a seguito dello scontro vittorioso con i pirati saraceni.
Una questione ancora irrisolta riguarda la Barbagia. I confini geografici dei quattro giudicati nella Sardegna centrale convergono verso le zone interne e, in particolare, la Barbagia viene divisa in quattro partes. Ciò non è di facile comprensione ma forse denota la volontà di suddividere la gestione problematica delle libere popolazioni pastorali (conservative e poco urbanizzate) della Sardegna interna (autonoma da Bisanzio fino al VII secolo) o, in alternativa, se fosse valida la deduzione sull'origine autoctona delle dinastie giudicali precedentemente citata, questa zona sarebbe quella che darebbe in parte origine alle casate giudicali ed ai quattro regni.

### L'aristocrazia fondiaria e lo stato dei cittadini giudicali
La Sardegna medievale era una terra dove vigeva il sistema delle signorie fondiarie accompagnate da un sistema di fondi demaniali dati in libera concessione ai cittadini delle ville del giudicato. La popolazione servile - i servos - residente presso le tenute agricole padronali chiamate domus, prestava la propria opera al donnu (signore del distretto rurale) per 4 giorni lavorativi su 6 (tolta sa Dominica). Gli altri 2 giorni erano destinati al sostentamento della propria famiglia e, spesso, all'accumulazione di beni per l'acquisizione del proprio affrancamento dalla condizione servile per entrare nella classe dei livertados (liberi), che costituivano circa 1/3 della popolazione, stimata sui 300.000 abitanti o poco meno.
Le dure condizioni servili imponevano che le persone non si potessero spostare dalla curatoria di residenza e che il signore stabilisse anche i matrimoni all'interno del proprio territorio, finendo per campare i diritti di servitù verso la prole.
Le stesse condizioni vigevano presso i monasteri che basavano le proprie entrate anche sul lavoro dei servi esattamente come avveniva per i signori dell'aristocrazia fondiaria. Le cessioni immobiliari delle aziende agricole e dei borghi rurali, trasferivano anche la proprietà delle genti asservite. Lo stato e le condizioni della popolazione rurale cambiò moltissimo nel corso di cinque secoli passando da una sorta di servitù della gleba alla quasi completa libertà di tutti i cittadini nel periodo di Eleonora d'Arborea (e ciò forse spiega l'appoggio popolare dei Sardi alla giudicessa per il timore che il successo dei Catalani avrebbe, come poi successe realmente, imposto un ritorno alle condizioni servili di tipo feudale).
In Sardegna si diffuse un ceto di cavalieri - piccoli proprietari terrieri - detti Lieros de Cavallu, che prestavano servizio militare verso il giudicato, sul solco forse della tradizionale figura bizantina dei Kaballarioi: cavalieri sovente esentati da tributi e dotati di un fondo rurale di proprietà per il sostentamento. Ma sin dalle origini più remote dei giudicati si affermò una classe di famiglie latifondiste imparentate con i giudici chiamata dei Donnos majorales che, probabilmente, costituirono l'insieme dei membri che affiancavano il giudice nel controllo dei giudicati con le Coronas de Logu, soggetti di autorità giurisdizionale ed attribuzione della legittimazione al governo dei Giudici. Così avvenne, tra le altre, per le famiglie Lacon, Gunale, De Thori, Athen, Serra, Kerki, Gitil, Carbia.
L'aristocrazia fondiaria assisteva inoltre il giudice nella predisposizione dell'esercito: i documenti citano oltre ai Lieros de cavallu anche le figure dei Buiachesos e dei Maiores de ianna, le guardie giudicali derivanti in tutta probabilità da quegli eskoubitores, guardie imperiali bizantine, che includevano contingenti di Sardi presso il palazzo imperiale di Costantino VII Porfirogenito.

### Su Collectue ilBannus Consensus
La cerimonia di investitura detta su collectu era estremamente solenne. Nell'assemblea i maggiorenti che vi partecipavano si disponevano in circolo (Corona de Logu) e al centro si collocava colui che aveva il compito di presiederla. La Corona circoscriveva e definiva le attribuzioni e l'ambito del potere del Giudice, ovvero la sua attività di governo, quella giuridica e quella militare.
In un'epistola del 1216 al Papa, la Giudicessa (juyghissa) reggente Benedetta descrive la confirmatio del popolo, in cui lo Iudex diventa tale per boluntade de Donnu Deu ed è rappresentata materialmente dalla consegna del baculum regale (lo scettro), quod est signum confirmationis in regnum. La Giudicessa comunicava inoltre di aver dovuto giurare di regnum non alienare, neque minuere, et castellum alicui aliquo titulo non donare neque pactum aut societatem aliquam cum gente extranea inire aliqua tenus aut facere sine consensu eorundem. Si evince quindi che il Giudice aveva una sovranità formalmente limitata dal rispetto del Consensus e che nulla poteva disporre senza l'approvazione della Corona de Logu. Il Giudice era pertanto il garante degli equilibri collettivi fondati sul diritto ed il capo dello Stato con l'esercizio dei tre poteri sovrani sul territorio: rennare-potestare-imperare.
Lo Iudex che si fosse macchiato del superamento di tale ordine condiviso, avrebbe tradito il fondamento stesso del proprio potere e, perso il consensus, avrebbe potuto essere destituito e legittimamente giustiziato (come qualche volta storicamente è provato che avvenne).

## Organizzazione giudicale centrale
Fondendo tradizioni autoctone (usi e istituti di incerta e teorizzata derivazione nuragica) ed istituti giuridici romano-bizantini, i quattro giudicati si discostavano dai contemporanei regni medievali in quanto non sottoposti ad un regime privatistico, secondo la tradizione barbarico-feudale europea. I Giudicati erano retti da una particolare forma di monarchia, mista tra quella ereditaria e quella elettiva, per cui i monarchi venivano generalmente scelti nella famiglia del defunto Giudice secondo le proprie regole di successione, ma la loro scelta veniva formalmente effettuata dalla Corona de Logu, il Parlamento giudicale.
Le caratteristiche principali dei regni giudicali erano, come già detto, la loro natura superpersonale e la loro organizzazione amministrativa. Lo Iudex sive rex nell'espletamento del suo regno giudicale era infatti assistito da una complessa organizzazione burocratica: una centrale e una periferica. Vi era, innanzitutto, una perfetta distinzione tra i beni privati dello Iudex e quelli statuali pubblici:
- il patrimonio pubblico del fisco, altrimenti detto Rennu, costituito dai terreni demaniali, dalle imposte e dalle multe, era curato dal sovrano in nome e per conto del consensus attribuito dalla Corona de Logu;
- il patrimonio posseduto da Giudice per diritto privato era detto peculiares o pegugiare ed era nella libera disponibilità dal Giudice.

L'attribuzione di un fondo demaniale ad un privato cittadino, mercanti o istituzioni religiose, era detta secatura de rennu (cioè stralcio dalla res statuale). In tal senso si può affermare che il sistema feudale in senso privatistico non fu presente nella Sardegna medievale ma si affermò solo nella seconda metà del Quattrocento, ad opera della corona catalana prima, e spagnola dopo.

### La Corona de Logu e il consiglio centrale
L'amministrazione centrale e l'intera società giudicale facevano naturalmente perno sostanziale sul Giudice, tuttavia il sovrano non aveva il possesso del territorio né era il depositario della sovranità in quanto questa era formalmente della Corona de Logu, un Consiglio di maggiorenti (rappresentanti dei distretti amministrativi detti Curatorie) e alti prelati, che nominava il sovrano e gli attribuiva la somma potestà, mantenendo tuttavia il potere di ratificare gli atti e gli accordi che riguardassero l'intero regno (su Logu).
Durante su Collectu (il collegio) si riunivano nella capitale un rappresentante di ciascuna Curatoria, i membri dell'alto clero, i castellani, due rappresentanti della capitale eletti da jurados delegati dalla Coronas de Curadoria (precedentemente riunita nella principale villa distrettuale), quindi lo Judex sive rex era incoronato con un sistema misto elettivo-ereditario seguendo la linea diretta maschile e, solo in via alternativa, quella femminile.
Come detto il giudice governava sulla base di un patto col popolo (il bannus-consensus), venuto meno il quale il sovrano poteva essere detronizzato ed anche, nei casi di gravi atti di tirannide e di sopruso, legittimamente giustiziato dal popolo medesimo, senza che questo incidesse sulla trasmissione ereditaria del titolo all'interno della dinastia regnante: è storicamente attestato che ciò sia avvenuto nei Giudicati di Arborea e di Torres.

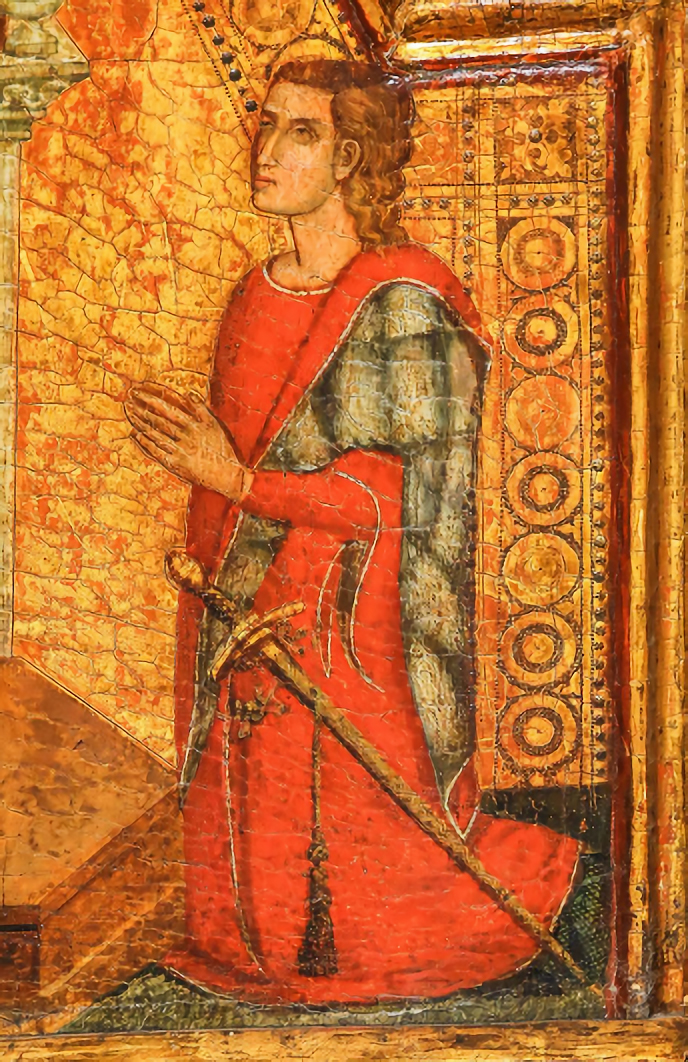
Il giudice Mariano IV di Arborea, particolare del polittico della Chiesa di San Nicola (Ottana).

### I Giudici
Nei sigilli in piombo facenti parte delle pergamene giudicali era scritto il nome del giudice seguito dal titolo di Rex, tuttavia il Giudice non era un sovrano assoluto di tipo feudale, almeno nella forma: egli non poteva dichiarare guerra, firmare trattati di pace o disporre del patrimonio del Giudicato senza l'assenso della Corona de Logu, tuttavia essendo questa composta prevalentemente dalle aristocrazie ad esso imparentate e, quindi, accomunate dagli stessi interessi di tipo fondiario, di fatto i giudici si qualificavano come Rex con autorità pubblica.
La successione al trono era di tipo dinastico (di diritto) ma vi era la possibilità di reggenze di fatto, con prevalenza del criterio elettivo ad opera della Corona De Logu. Quando era ancora in vita il Giudice veniva indicato il suo erede designato onde evitare scontri e problemi sulla successione.
I Giudici si distinsero per le rilevanti ricchezze patrimoniali di famiglia derivanti dalle grandi proprietà terriere direttamente gestite: le Donnicallie, derivanti in tutta probabilità dall'istituto delle dominicalie. Ciò conferma che la nascita del potere dei giudici e delle aristocrazie ad essi imparentate avvenne su base fondiaria. Il giudice inoltre rese assai solido il proprio potere con la concessione della gestione di alcuni fondi demaniali ai funzionari e ai militari più fedeli. Interessante anche il fatto che i giudici non avessero inizialmente una sede fissa in quanto le corti giudicali erano itineranti nei vari territori curatoriali (lasciando capire l'importanza del territorio rappresentato dalla Corona de Logu) anche se avevano comunque sedi di residenza privilegiata:

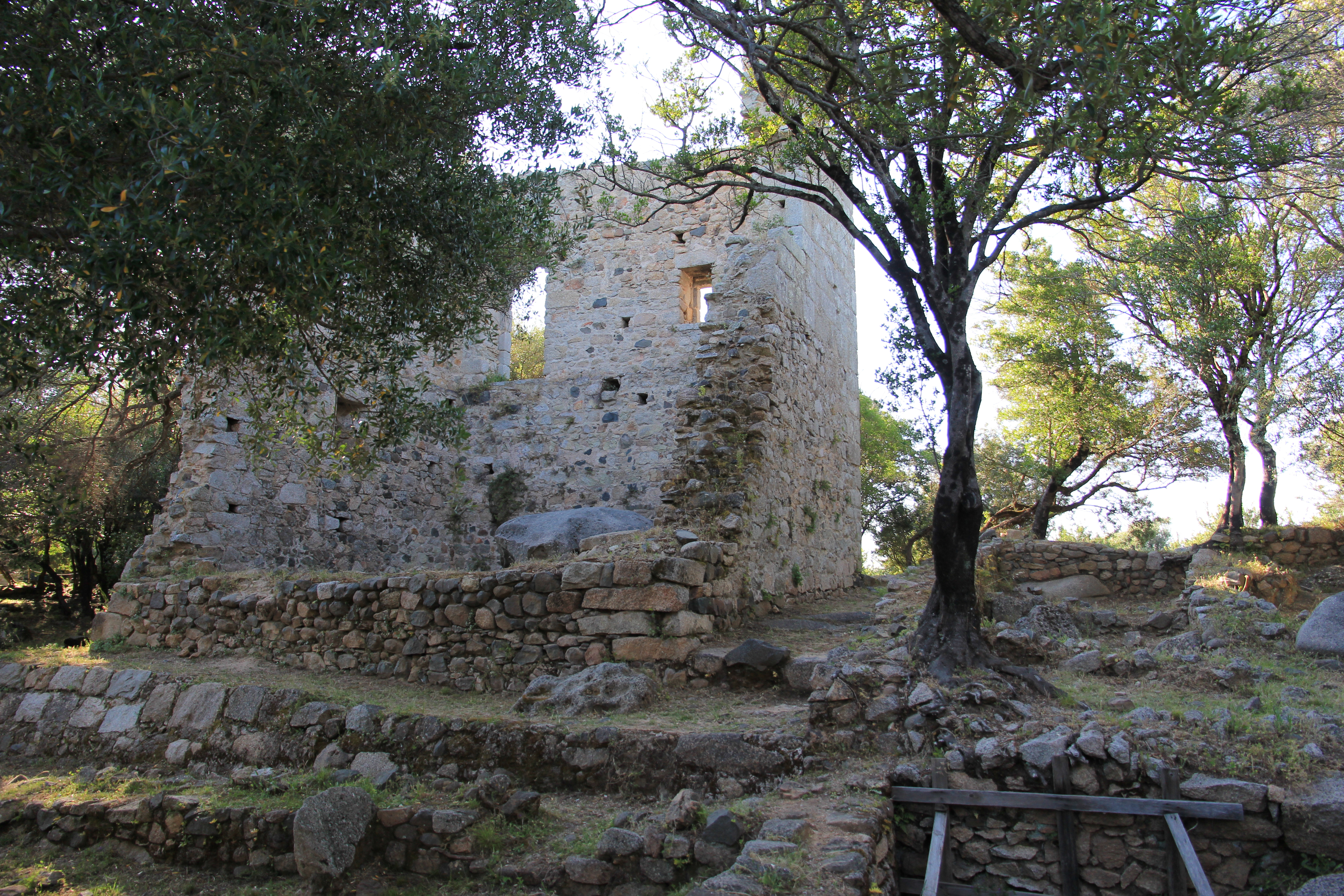
Palazzo di Baldu, identificato come un importante centro per l’amministrazione del territorio del Giudicato di Gallura o come residenza

- Pluminos e successivamente Santa Igia per i giudici di Calaris;
- Torres e poi Ardara per i Giudici di Torres;
- Tharros e poi Oristano per i giudici di Arborea;
- Civita per i giudici di Gallura.

Inoltre vi era l'esigenza di avere altri luoghi distanti dal mare soggetto alle ostili incursioni saracene.

### La Cancelleria giudicale
Nel governo del territorio, sempre a livello centrale, il Giudice era assistito da una Camera Scribaniae (Cancelleria Giudicale). L'autorità sovrana era infatti formalizzata con la stesura di atti ufficiali detti Carta bullata, scritti dal Cancelliere statale, in genere un vescovo o comunque un alto esponente del clero, coadiuvato da altri funzionari denominati majores (tra i quali il più importante era il majore de camera).
Il sistema di gestione della cancelleria giudicale innestava elementi indigeni e latini in un sistema avente matrice greco bizantina. Vi erano comunque differenze tra i giudicati dovute alle differenti vicissitudini politiche e commerciali dei giudicati. Così ad esempio:
- la cancelleria cagliaritana era attenta nel riportare l'origine bizantina del potere giudicale isolano, richiamandone in greco le origini e gli attributi. I primi giudici si fregiavano dei titoli prestigiosi di Arconte di Sardegna o Protospatario Imperiale, con nomi tipizzati tipo Torcotorio, Getite, Salusio, Costantino, Ortzocor, Nispella che evidenziavano una chiara derivazione dal mondo culturale orientale, spesso rilevabile anche nella decorazione architettonica ecclesiastica di alta scuola medio bizantina, di cui erano committenti[15].
- la cancelleria turritana utilizzava prevalentemente il latino e faceva riferimento a rapporti diplomatici con la Francia merovingia e carolingia, indipendente da Cagliari e con riferimenti imperiali e papali quali fonti di legittimazione del potere[16].

### Le milizie giudicali

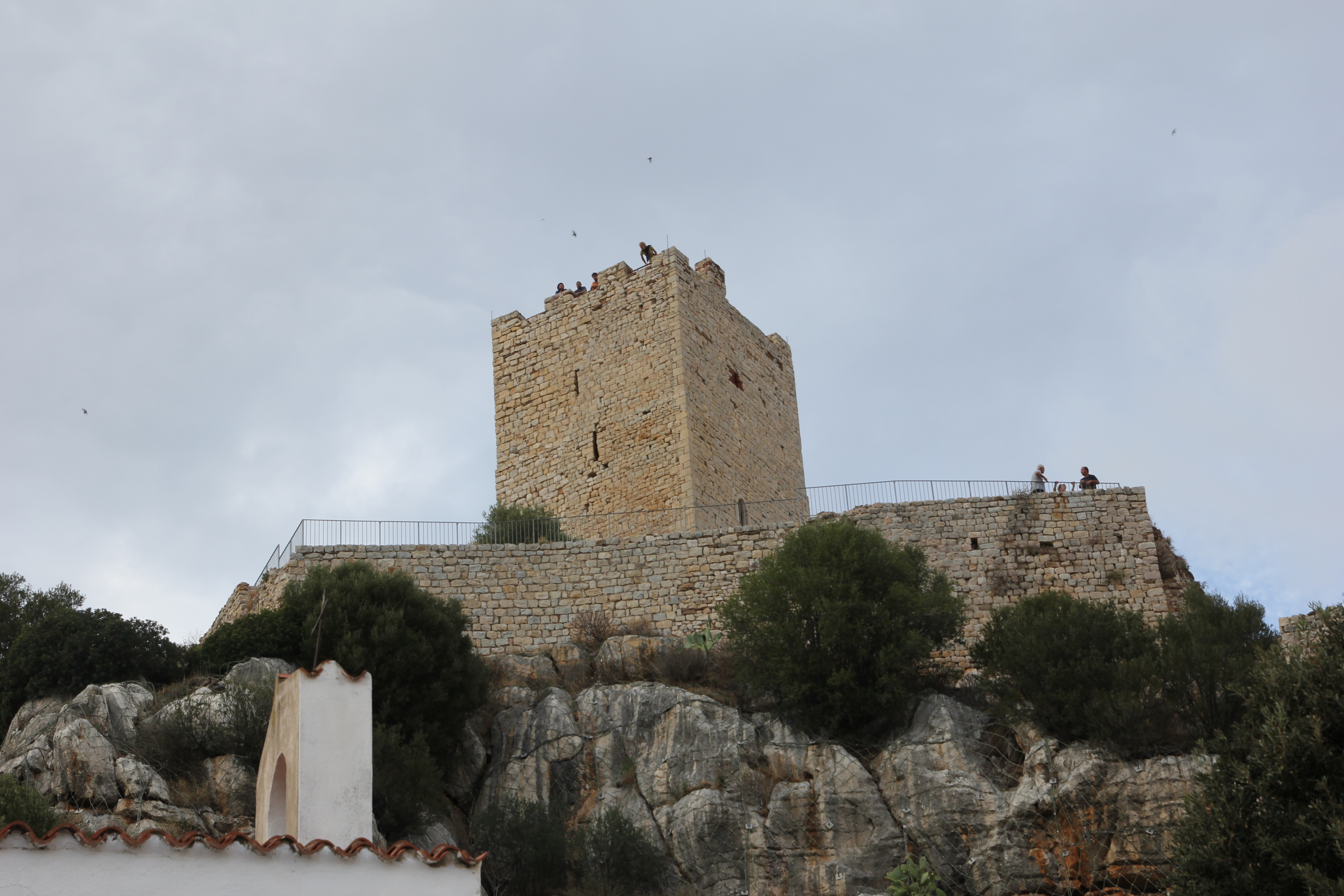
Il castello della Fava, Posada.

I giudicati sardi fondavano la propria forza militare su un esercito regolare e su truppe composte da soldati, liberi cittadini, soggetti a rotazione periodica e, in caso di emergenza, all'arruolamento forzoso dei servi del regno.
Il corpo scelto era costituito dai cosiddetti Bujakesos, cioè i guardiani del giudicato, cavalieri scelti e di professione che prestavano il servizio regolare sotto il comando del Majore de janna, il comandante addetto alla sicurezza del sovrano. Corpi di bujakesos operavano in missione anche a livello di singola curatoria con funzione di vigilanza, scorta, controllo, e supporto alle truppe locali dette Iskolka, poste al servizio del Curatore. 
Il servizio come bujakesos era prestato a turno anche da liberi cavalieri (lieros de caballu) possidenti terrieri. La cosiddetta Kita de bujakesos richiama infatti la rotazione settimanale dei cavalieri (kita in sardo significa ancora oggi "settimana"), al servizio della guardiania giudicale e della vigilanza dei confini del regno, anche per la tutela dei propri interessi e proprietà.
Questo sistema consentiva ai giudici di risparmiare sulle spese militari e di mantenere l'addestramento di un buon numero di cittadini, sotto l'abile guida dei bujakesos di professione.
L'armamento principale, oltre alla spada, la cotta di maglia, lo scudo e l'elmo col nasale, era il temuto birrudu, arma sia da lancio che da taglio, discendente dall'antico verutum, il giavellotto romano. Nella variante locale essa era dotata di lama ricurva e, nell'altra estremità, di un pesante puntale metallico capace di forare armature e scudi in caso di corpo a corpo.
Le milizie di terra e i fanti (Birrudos) utilizzavano questa stessa arma in una versione più corta, ancor più adatta alla mischia. Oltre all'uso di comuni lance e scudi un'altra arma caratteristica era la leppa, sciabola con manico d'osso e lama ricurva, lunga tra i 50 e i 70 cm, ancora in uso, in una versione più contenuta, fino alla fine del XIX secolo ed oggi nella versione compatta a serra-manico.
In Sardegna veniva prodotto inoltre un ottimo arco lungo, in legno di tasso e si diffuse nel tempo anche l'uso della balestra, utilizzata dai cosiddetti Balisteris.
Durante i conflitti era abituale coscrivere forzosamente cittadini e servi maschi, dotandoli di archi, leppe o di un tipo di giavellotto pesante e rudimentale detto Virga Sardesca. Si formavano così contingenti di Lantzeris o, se muniti di cavallo, di Caddigatores (cavalleria leggera).
In caso di conflitti di particolare rilevanza i giudici fecero sovente ricorso a contingenti di mercenari, come ad esempio i temuti balestrieri genovesi.

## Organizzazione giudicale locale

La antiche Curatorie

### Le Curatorie
Secondo tanti giuristi le curatorie sono il vero gioiello dell'organizzazione giudicale. La Sardegna giudicale aveva infatti un territorio (su logu) suddiviso in Curadorias, cioè in distretti amministrativi di varia estensione, formati da centri urbani e ville rurali, dipendenti da un capoluogo dove aveva sede il Curadore. Questi, coadiuvato soprattutto in materia giudiziaria da Jurados e da un consiglio detto Corona de Curadoria, rappresentava localmente l'autorità giudicale e curava il patrimonio pubblico della Corona. Frutto di una lunga e precedente costruzione storica, quello delle Coronas fu un governo assembleare che si ipotizza facesse rivivere lo spirito del parlamento del villaggio nuragico, composto dalle persone maggiorenti e presieduto dal capo del cantone per discutere questioni riguardanti la comunità (o le comunità se erano confederate), e per amministrare la giustizia. Secondo lo studioso della storia sarda Giovanni Lilliu - fu quello uno degli aspetti più interessanti della civiltà nuragica. Questo sistema di governo assembleare sopravvisse all'interno dell'isola e si ritrovò, dopo duemila anni, nello spirito delle Coronas giudicali con le curatorie - si pensa - che ricalcavano la grandezza e la forma di quelli che in epoca nuragica furono i cantoni.
Il Curatore era di nomina regia o comunque approvato dal judike. Egli aveva un mandato a tempo determinato con autorità sull'esazione fiscale, sull'azione giudiziaria penale e civile, sugli organi di polizia, Iskolka, e sull'arruolamento dell'esercito. La sua attività era comunque incentrata sul controllo ed il potenziamento della gestione rurale, fonte della ricchezza giudicale. Non erano ammesse dal Giudice inadempienze ed inerzie nella conduzione della Curatoria in quanto l'ordinamento giudicale riteneva il curatore responsabile in modo diretto del progresso o dei ritardi della Curatoria, soprattutto in tema di sicurezza e prevenzione degli incendi.
I confini di questi distretti venivano definiti per far sì che la popolazione residente in ogni curatoria fosse approssimativamente uguale; di conseguenza i confini erano fluidi e dipendevano dai diversi tassi locali di crescita demografica: pertanto le Curatorie erano probabilmente delle unità censuarie. Le curatorie erano inoltre distretti elettorali: gli uomini liberi di ogni curatoria si riunivano periodicamente in assemblea al fine di eleggere il proprio rappresentante presso la Corona de Logu. Questo sistema amministrativo era radicato ed estremamente efficace per la gestione del territorio e venne meno con l'imposizione del sistema feudale da parte degli Aragonesi, nel corso del XIV e soprattutto del XV secolo.

### IlMajore de bidda
Il Curatore nominava per ciascun villaggio facente parte della Curatoria un majore de bidda o villa (l'equivalente odierno di un sindaco) con competenze amministrative e di investigazione giudiziaria, con responsabilità diretta sul buon fine delle azioni di gestione del territorio.

### I centri abitati e l'insediamento rurale
Nell'XI e nel XII secolo in Sardegna si assistette ad un aumento della popolazione (che successivamente crollò nel XIV secolo). Alcuni centri abitati come Sassari, favorita dal declino di Turris, crebbero per popolazione e importanza proprio a partire dalla prima metà del XII secolo. La Sardegna giudicale era caratterizzata da un insediamento urbano costituito da Ville (biddas), i centri abitati più importanti (capoluogo di Curatoria e non) e da un insediamento rurale sparso, fatto di piccoli borghetti rurali, caratterizzati da autosufficienza e scambi commerciali spesso basati sul Baratto. Queste erano le principali tipologie insediative e rurali:
- Centri cittadini - gli aggregati più grandi divennero sedi dei giudicati o dell'insediamento mercantile e religioso di maggiore importanza.
- Ville - Paesi di riferimento per ampi territori, le curatorie, sede di funzionari giudicali.
- Domus - Complesso di abitazioni rurali baricentro di un'azienda agricola coltivata a vigneti, orti, colture cerealicole, allevamento, dotata di servi legati al loro fondo.
- Domesti(c)a - Spesso si trattava di un frazionamento della Domus.
- Curtis - Piccola e recintata unità insediativa di poche abitazioni e persone addette al lavoro.
- Saltus - generalmente era un terreno di tipo latifondistico lasciato incolto al libero pascolo o alla gestione forestale.

Domus e Domestia erano spesso di proprietà privata di singoli Donnu (Domnus). I villaggi erano in origine 800 e più nell'intera isola poi ridottisi, dopo il XIV secolo a seguito della peste, della guerra sardo-catalana o dell'assorbimento urbano legato alla crescita dei centri principali, a 360 circa nel secolo successivo.

### Su Fundamentu
Del territorio della villa, chiamato Fundamentu (i fondi rurali), solo la parte più vicina al villaggio veniva recintata e coltivata da singoli proprietari. Il resto del territorio era proprietà di tutta la collettività (una sorta di demanio) ed era diviso in due parti che venivano destinate ad anni alterni alla semina (era la parte chiamata biddatzone) e a pascolo (chiamato paberile).
Ma il Fundamentu dato in concessione dal giudicato, è un concetto sofisticato per i tempi in quanto indica non solo il fondo fisico ma anche una dotazione rurale definita dal giusto sostentamento e dai bisogni dei cittadini residenti nella villa o nel borgo.
Anche la parte più lontana e periferica dello stesso villaggio era demaniale. Questa gestione comune dei beni di interesse diffuso e la difesa collettiva del territorio può far ipotizzare un probabile influsso del substrato culturale nuragico, precedente alla romanizzazione dell'isola, ma ancora viva in alcune usanze e tradizioni comuni.

### La monetazione giudicale
Non esistono prove concrete su un'autonoma monetazione giudicale. Nei quattro regni sardi circolava soprattutto la moneta aragonese, ma in Gallura e nel Logudoro anche quella pisana e genovese.
Il Giudicato d'Arborea ebbe una vita più lunga degli altri e gli ultimi tre sovrani - Mariano IV, Ugone III ed Eleonora - estesero i confini a quasi tutta l'isola. È insolito il fatto che non avessero pensato di costituire una propria zecca, come in tutti gli Stati europei, anche quelli piccoli.
Negli anni ottanta sono state individuate, presso un privato collezionista, quattro monete assai consunte, dove alcuni vedono
lo stemma arborense: non esiste comunque prova documentale che siano state coniate da una zecca giudicale.
L'unica effettiva e concreta coniazione che ci ricorda il Giudicato d'Arborea la mise in atto l'ultimo giudice Guglielmo III di Narbona (1407-20) nel 1410, presso la zecca di Sassari. Guglielmo era nipote di Beatrice d'Arborea, sorella di Ugone III ed Eleonora. Si trattava di minuti e patacchine in mistura d'argento che riportavano l'albero sradicato d'Arborea sul verso e la croce patente intersecante sul recto.

I quattro Giudicati e le capitali

## I regni giudicali
Secondo le analisi più recenti gli Iudex dovevano coordinare la difesa territoriale in una Sardegna le cui comunità esprimevano un concreto bisogno di protezione dalle incursioni nemiche, le quali, essendo frequenti lungo tutte le coste, sarebbero di fatto il fattore determinante per la nascita di quattro distretti militari in luogo di quello unico lasciato dall'Impero, con sede a Cagliari.
I quattro Giudicati di Calaris, Arborea, Torres e Gallura divennero veri e propri Stati medievali costituiti da quattro fondamentali elementi: nazione, territorio, vincolo giuridico, sovranità. Stati dotati di summa potestas nazionale e internazionale, non recognoscentes superiorem. I Giudicati si caratterizzarono fin dall'inizio come Stati super individuali in quanto la sovranità dello Iudex sovrano, benché ereditaria, non sorgeva da una legittimazione superiore (ad es.: diritto divino) ma dall'approvazione delle comunità aristocratiche giudicali: erano i donnos fondiari che attribuivano l'imperio allo Iudex sive rex, tramite la Corona de Logu (il Consiglio che rappresentava totu su logu cioè l'approvazione di tutti i cittadini dello Stato) e, solo a seguito di un giuramento - il bannus-consensus - espresso durante l'assemblea solenne di incoronazione. La Corona de Logu sceglieva inoltre il successore qualora, alla morte del giudice senza eredi designati, vi fossero diverse opzioni dinastiche sussistenti in alternativa nella stessa famiglia al potere.
Ciò che determinava l'attribuzione del Consensus erano prevalentemente due mandati vincolanti per lo Iudex:
- il coordinamento della difesa militare;
- la protezione degli ordinamenti giuridici medievali, radicati e condivisi.

Ognuno dei quattro Stati aveva confini incastellati a protezione degli interessi politici e commerciali, oltre ad avere proprie leggi, propria amministrazione e propri emblemi. Le poche fonti storiche tra 800 e 1050 non consentono, come visto, di effettuare affermazioni certe sullo sviluppo e l'organizzazione originaria di questi regni autoctoni, si sa invece che si affacciarono al nuovo millennio con una struttura territoriale e amministrativa già abbastanza definita e con un sistema giuridico completo e riconosciuto sul territorio.
Al sovrano spettava il supremo potere ed aveva la prerogativa di nominare i suoi amministratori locali (Majores de villa), così da creare una rete di funzionari a lui fedeli nel Giudicato. Tutti e quattro furono retti da Giudici inizialmente appartenenti alla potente famiglia dei Lacon-Gunale la quale, secondo l'opinione di alcuni storici del Medioevo sardo come Francesco Cesare Casula, potrebbe essere stata la legittima titolare nell'ultimo periodo di dominazione bizantina della Sardegna, prima dell'abbandono dell'isola a sé stessa, con l'ufficio di Iudex Provinciae nei territori che poi sarebbero corrisposti alle ripartizioni Giudicali. L'origine storica dei regni sardi medievali risiederebbe, quindi, nell'evoluzione delle antiche circoscrizioni bizantine in entità sovrane autonome.

Stemma araldico del Giudicato di Cagliari, di attribuzione incerta.

### Il Giudicato di Cagliari
Il Giudicato di Cagliari o Calari, che si estendeva sul territorio corrispondente a quello delle odierne province sarde di Cagliari, di Carbonia-Iglesias e d'Ogliastra, aveva come capitale Santa Igia, le cui rovine attualmente si trovano sotto i quartieri occidentali di Cagliari. Fu conosciuto anche con la denominazione di Pluminos, si pensa perché attraversato da diversi fiumi (Flumini Mannu, Cixerri e Flumendosa).
Era il Giudicato che aveva nel suo territorio i Campidani di Cagliari, terre fertili e produttive, ma anche parte del massiccio del Gennargentu e il Sarrabus oltre ad altre ricchezze come le attività minerarie dell'Iglesiente. Si estendeva per 8226 km² confinando prevalentemente con il regno di Arborea ma anche con gli altri due giudicati.
Ebbe buoni rapporti con Pisa, fino all'improvviso mutamento politico che portò la repubblica marinara toscana, alleandosi coi restanti Giudicati sardi, ad attaccare e conquistarlo (1258), ponendo fine alla sua storia autonoma. Il suo territorio venne spartito dal Regno di Arborea al centro e a nord, dal Regno di Gallura a est, dalla famiglia Della Gherardesca a sud-ovest, mentre il circondario di Cagliari andò alla Repubblica di Pisa, che era già in possesso della rocca di Castel di Castro dal 1216.
Si conoscono almeno dieci generazioni di sovrani che salirono sul suo trono, appartenenti a sei casate: Lacon-Gunale; Lacon-Gunale di Torres; Lacon-Serra; Lacon-Massa-Serra; Massa.

La torre merlata, stemma del Giudicato di Torres

### Il Giudicato di Torres
Nel nord dell'isola si trovava il Giudicato di Torres, con capitale inizialmente Turris (odierna Porto Torres), poi Ardara e infine Sassari. Il giudicato si estendeva sul territorio corrispondente all'odierna provincia di Sassari ed alle parti più settentrionali delle attuali province di Oristano e Nuoro.
Questo regno giudicale, di tradizione (e forse investitura) vicina a quella carolingia negli usi diplomatici e di cancelleria, promosse più di altri l'insediamento degli ordini monastici in particolare nel periodo del giudice Gonario II di Torres - XII secolo - e si scontrò spesso con pisani e genovesi contrapposti dalle mire commerciali sul Logudoro. La sua autonomia statuale venne meno allorché la sua ultima regina, Adelasia, venne abbandonata dal legittimo consorte (Enzo di Sardegna, figlio di Federico II di Svevia) e lasciò il regno nelle mani rapaci dei suoi vassalli (1259). Il giudicato venne così suddiviso tra le potenti famiglie dei Doria e dei Malaspina, ma perse importanti territori anche a favore del confinante giudicato di Arborea, mentre l'ultima capitale Sassari divenne una Repubblica pazionata (confederata) con Genova, diventando il primo libero Comune dell'isola.
A testimonianza del suo passato si trovano ad Ardara i resti del castello del giudice e l'antica cappella palatina dei Giudici turritani santa Maria del Regno, che ospita un grandioso retablo con sfondo dorato.

### Il Giudicato di Gallura

Il gallo, stemma del Giudicato di Gallura

A nord est dell'isola era situato il Giudicato di Gallura, il minore per superficie, abitanti e risorse.
Governato da un ramo della famiglia Lacon-Gunale fino al 1207, quando la giovane giudicessa Elena di Gallura (1203-18) sposò il pisano
Lamberto Visconti (1207-25). A questi, sopravvissuto alla consorte, succedette il figlio Ubaldo Visconti (1225-38), che non ebbe figli da Adelasia di Torres. Gli subentrò, allora, il cugino Giovanni Visconti (1238-75) che lascerà il piccolo regno al primogenito Nino Visconti, ultimo giudice (1276-96), amico di Dante che lo ricordò nella sua opera.
La Gallura verrà spartita tra i pisani. Sempre nell'ultima parte del Duecento si erano estinti il Giudicato di Torres con la morte senza eredi della giudicessa Adelasia e quello di Cagliari: anche questi regni saranno divisi tra le famiglie dominanti.
Rimarrà solo il Giudicato di Arborea che sopravviverà fino al 1420 con periodi di grande espansione e poi di declino.
Il Giudicato di Gallura si estendeva sul territorio corrispondente all'odierna zona est della provincia di Sassari, (regione storica della Gallura) nonché sulla parte settentrionale dell'attuale provincia di Nuoro (regione storica delle Baronie).
La sua "capitale" era ubicata a Civita, ricostruita sui ruderi dell'antica città romana di Olbia, il cui nome compare per la prima volta nel 1113, anche se la corte giudicale, si ipotizza, itinerasse spesso tra i maggiori centri delle curatorie del regno, in particolare a Luogosanto nei castelli di Balaiana e Baldu, ma la cosa non è assodata.

### Il Giudicato di Arborea

Stemma del Giudicato di Arborea: l'albero sradicato

Il più longevo dei quattro regni fu il giudicato di Arborea, con capitale Tharros e, dal 1076, Oristano. Si estendeva inizialmente sul territorio corrispondente all'odierna provincia di Oristano (eccetto le zone più settentrionali), a quella del Medio Campidano e a gran parte della Barbagia, arrivando fino a Punta La Marmora; a partire dal 1250 il Giudicato inglobò sempre maggiori porzioni degli altri giudicati, ormai estinti, conquistando la Planargia, il Goceano, il Nuorese, l'Iglesiente, il Campidano di Cagliari, fino al quasi totale controllo sull'isola.
Prosperò sino all'inizio del XV secolo, allorché avallò le pretese sulla Sardegna del regno di Aragona, a cui il papa Bonifacio VIII aveva concesso, con una licentia invadendi, la patente di conquista sull'isola. Gli Arborea, già legati familiarmente agli aragonesi, si allearono con essi diventandone vassalli, partecipando dal 1324 in poi alle battaglie che scacciarono le repubbliche marinare dall'isola e permisero la nascita del Regno di Sardegna. Dopo le terribili epidemie di peste nera che decimarono la popolazione, il Giudicato entrò nelle ostilità alleandosi ai Doria che ancora resistevano agli aragonesi (la città da loro fondata di Castelsardo cadde solo nel 1448) e combattendo per decenni i catalano-aragonesi, arrivando già dal 1354 a controllare quasi l'intera isola. La guerra fra mediazioni, trattati di pace e tentativi di assimilazioni dinastiche divise i due regni e si prolungò fino al 1420, quando l'ultimo re di Arborea, Guglielmo III di Narbona, cedette quel che rimaneva dell'antico regno alla Corona aragonese per 100.000 fiorini d'oro. Il Giudicato fu retto nel tempo degli Arborea, il nome con il quale si facevano chiamare le dinastie dei Lacon - Gunale, dei Lacon - Serra, dei Bas - Serra, dei Cappai de Baux, e alla quale apparteneva la celebre regina Eleonora d'Arborea, che governò come reggente in nome dei figli dal 1383 al 1402, data in cui presumibilmente morì di peste. Ma un'altra figura avveduta e raffinata fu suo padre, Mariano IV di Arborea, che governò in modo illuminato per diversi decenni.

## La cultura giudicale
I Giudicati segnarono l'affermazione di un sistema culturale che presentava diverse peculiarità rispetto ad altri stati medievali coevi. I Giudici tuttavia non furono sovrani isolati e lontani dalle dinamiche internazionali. Furono infatti inseriti nelle dinamiche storiche medievali come le Crociate, l'avvento del monachesimo, la lotta tra impero e papato, tra guelfi e ghibellini, i traffici commerciali mediterranei.
Sia l'architettura che la cultura romanica prima, e quella di influsso catalano dopo, assunsero una caratterizzazione legata alla rielaborazione culturale locale, che si espresse anche nel campo del diritto, con l'equiparazione dei cittadini di fronte alla legge, sottratti al libero arbitrio dei signori locali, come invece era tipico di tanti altri sistemi di derivazione barbarico-medioevale.

### Il Diritto e la Carta de Logu
(Dall'introduzione alla Carta de Logu, Eleonora d'Arborea)
Le Cartas de Logu sono raccolte di norme penali, pubbliche, civili e fondiarie di grande importanza in vigore nei diversi Giudicati. Della Carta Caralitana si sono purtroppo conservate solo poche parti.
La Carta de Logu del Giudicato di Arborea segna, verso la fine del Trecento, la nascita di uno Stato di diritto ad opera di Mariano IV prima e di sua figlia Eleonora dopo, la quale ha esteso la portata delle norme per adattarle ad una realtà mutata nelle condizioni sociali. La Carta è scritta in sardo (del ceppo logudorese) e da ciò si evince l'intento giudicale di renderla nota effettivamente ai cittadini in modo da renderli consapevoli sui comportamenti leciti e su quelli non leciti, con i conseguenti risvolti penali. Si definisce quindi una situazione di certezza del Diritto.
La Carta sopravvisse, sia pure con qualche difficoltà, al periodo giudicale e rimase in vigore in epoca spagnola e sabauda fino all'emanazione del Codice di Carlo Felice dell'aprile del 1827. Dallo studio della Carta si evince una grande attenzione della Giudichessa verso la tutela della sicurezza delle campagne e delle produzioni agricole, compreso l'allevamento dei cavalli e la produzione del cuoio, anche a scapito della pastorizia. Ciò denota una grande attenzione verso la base produttiva che sosteneva gli sforzi degli eserciti nella lotta per l'indipendenza della Sardegna.
Per lo studio del periodo giudicale fra l'XI e il XIII secolo rivestono grande importanza anche i Condaghi. Termine di origine bizantina (kontakion - bastone su cui verrivano arrotolate delle schede cucite l'una sull'altra) che definisce il registro su cui venivano trascritte le pergamene degli atti di donazione ai monasteri o ad altri enti ecclesiastici. In essi venivano riportate con dovizia di dettagli le somme di denaro, i servi, le ancelle, le terre coltivate, le vigne, le aree boschive (i saltos), i pascoli e il bestiame donati dalla nobiltà locale. Dai Condaghes è stato possibile ricostruire gran parte delle dinamiche giudicali a noi note oltre ad essere le più antiche testimonianze del sardo volgare antico.

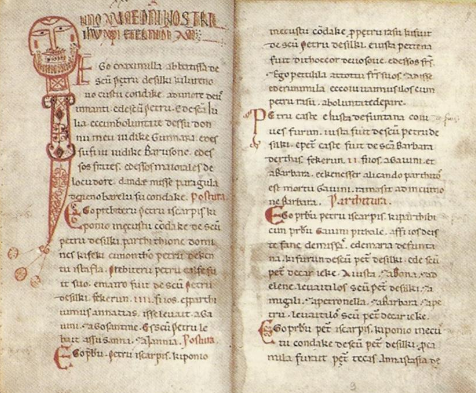
Condaghe di San Pietro di Silki (1065-1180) redatto in sardo.

### Le lingue dei Giudicati
Dopo l'abbandono del greco bizantino, nei Giudicati oltre all'uso del latino medievale si sviluppò il sardo che diventò la lingua ufficiale nazionale nelle sue varianti, venendo impiegato anche nella redazione dei documenti giuridici e amministrativi, come i condaghes, gli statuti comunali e le leggi dei Regni quali ad esempio la Carta de Logu. Il sardo veniva considerato e impiegato come lingua colta anche dalle popolazioni dell'isola parlanti altre lingue, come nel caso del sassarese. Altri documenti della stessa epoca, come il Breve di Villa di Chiesa, iniziarono a essere redatti in toscano, mentre a partire dal 1324 si assistette a una forte penetrazione prima del catalano e poi dello spagnolo, che esercitarono una forte influenza linguistica sulle lingue parlate nell'isola e diventarono lingue ufficiali fino alla metà del XVIII secolo.

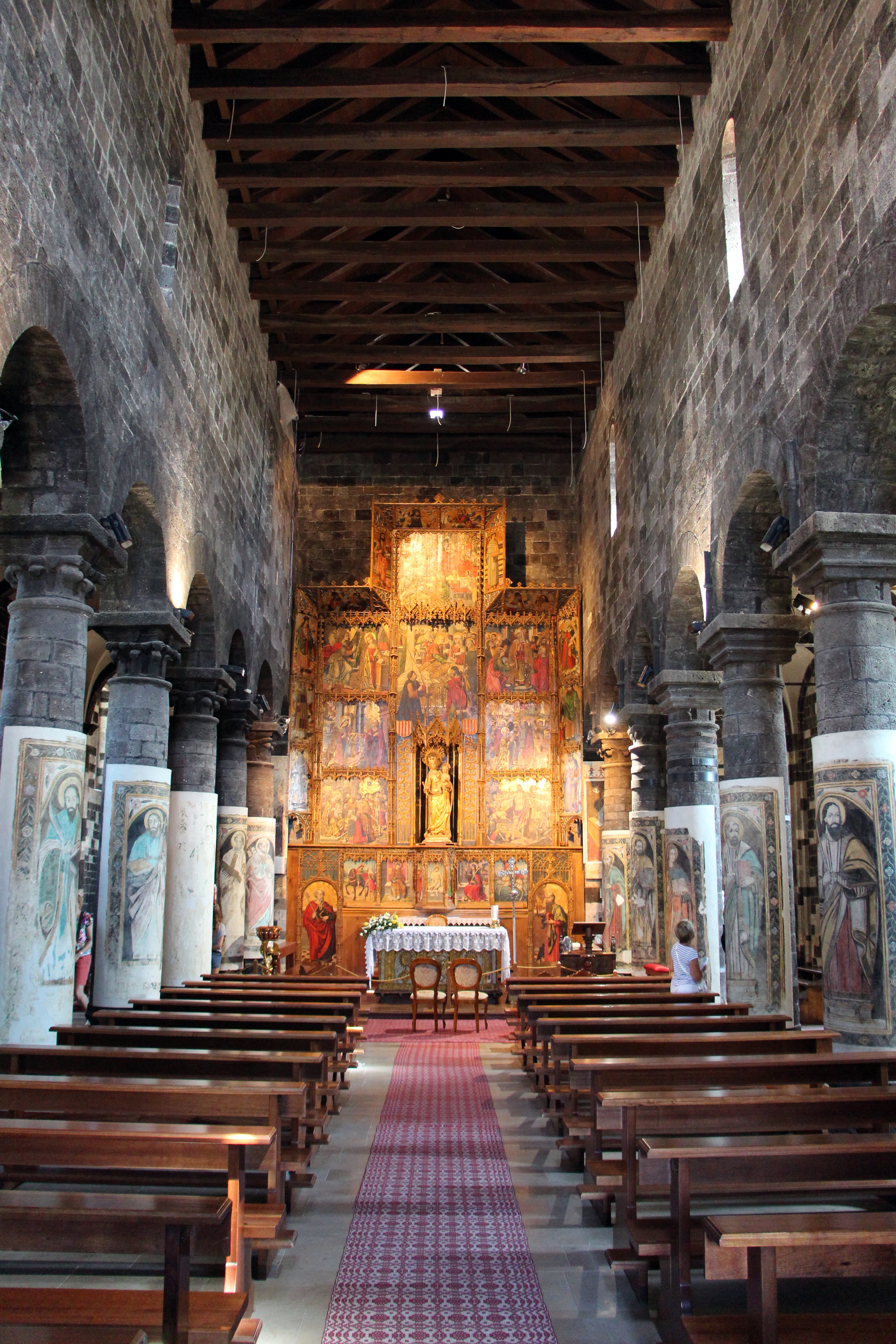
Chiesa di Santa Maria del Regno, Ardara.

### Il cristianesimo

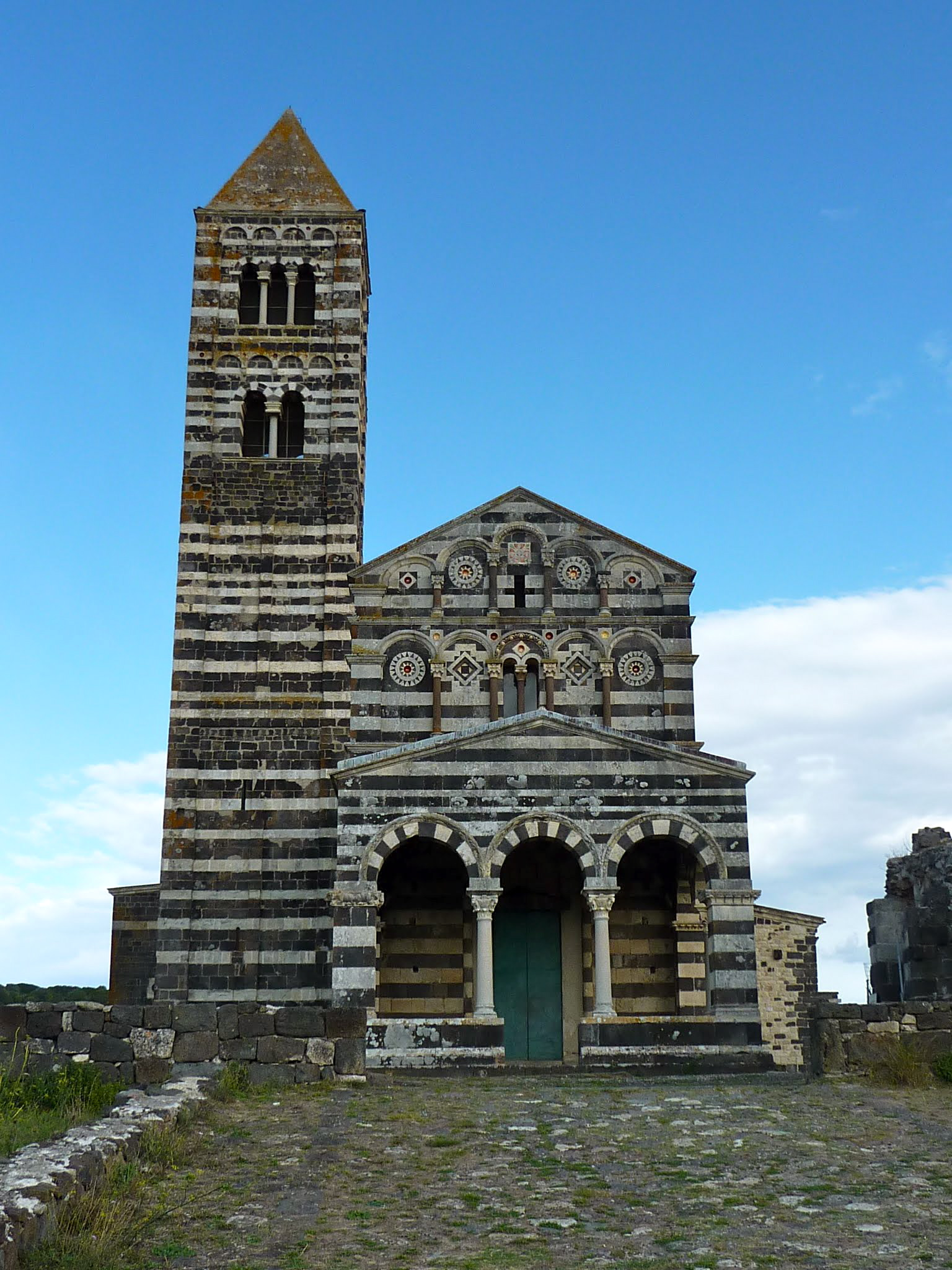
Basilica di Saccargia, costruita per volere del giudice Costantino I di Torres

Il cristianesimo si diffuse in buona parte dell'isola già dai primi secoli, esclusa la parte più impervia della Barbagia, fino alla fine del VI secolo quando alcuni inviati di papa Gregorio I raggiunsero un accordo con Ospitone capo dei barbaricini che garantì la conversione del suo popolo al cristianesimo. Essendo la Sardegna nella sfera politica dell'Impero bizantino, essa sviluppò un Cristianesimo di matrice orientale grazie all'opera di evangelizzazione dei monaci basiliani e di altri religiosi orientali (da cui derivano alcune feste popolari ancora oggi assai vissute, come quelle che esaltano, ad esempio, la memoria dell'imperatore Costantino, santo per la chiesa orientale).

Diocesi sarde medievali

La Chiesa sarda non fu comunque mai una istituzione autocefala come spesso capita di leggere, cioè indipendente sia dalla Curia romana che da quella bizantina, ma la Chiesa cattolica nella figura di diversi pontefici aveva voce nell'ordinazione dei vescovi isolani i quali, però, continuavano a seguire culti e riti greci e, spesso, diatribe teologiche orientali. La Chiesa in Sardegna restò sempre sotto la giurisdizione patriarcale romana e non vi sono prove di autocefalia o di una sua seppur lontana dipendenza dal patriarcato di Costantinopoli. Anzi, nell'XI secolo, dopo lo scisma del 1054, gli Judikes, in accordo con papa Alessandro II, iniziarono una politica a favore dello sviluppo della liturgia e del monachesimo occidentale nell'isola, con la finalità di una maggiore diffusione della cultura e della spiritualità romana ma anche delle nuove tecniche di coltivazione delle terre cui i monaci erano esperti. L'immigrazione monastica nell'isola fu alimentata con la donazione di fondi, servi e chiese fatte costruire dall'aristocrazia locale. Tuttavia permanevano forti legami con la liturgia orientale, infatti papa Gregorio VII chiese espressamente che i sacerdoti tagliassero la barba per assumere un aspetto meno orientale e che adottassero la liturgia latina. Nel 1092 una bolla papale condannò espressamente eventuali pretese di autonomia e autocefalia di vescovi o autorità ecclesiastiche sarde, anzi, per un più obiettivo controllo pastorale le diocesi sarde furono poste sotto la primazia dell'arcivescovo di Pisa.
Il primo atto di donazione a noi noto fu fatto compilare nel 1064 da Barisone I di Torres allorché donò ai monaci benedettini di Montecassino, una vasta area del suo territorio con chiese (compresa la chiesa bizantina di Mesumundu), secondo alcuni da identificare con una chiesa non distante da Tergu. Da allora in poi per diversi secoli arrivarono nell'isola rappresentanti di numerosi ordini religiosi fra i quali: i monaci dell'abbazia di Montecassino, i camaldolesi, i vallombrosani, i vittorini di Marsiglia, i cistercensi di san Bernardo. A seguito di questo fenomeno, tramite il notevole impegno finanziario dell'aristocrazia locale ed all'apporto di maestranze lombarde, pisane e francesi furono fondate numerose chiese, si ebbe così lo sviluppo dell'architettura romanica che, nell'isola, assunse dei caratteri originali e molto interessanti. Si rafforzarono le professioni dei mastros de pedra e de muru (scalpellini e muratori) locali e, dal condaghe di Santa Maria di Bonarcado, si apprende che spesso erano gli stessi monaci che avevano il compito di edificare.

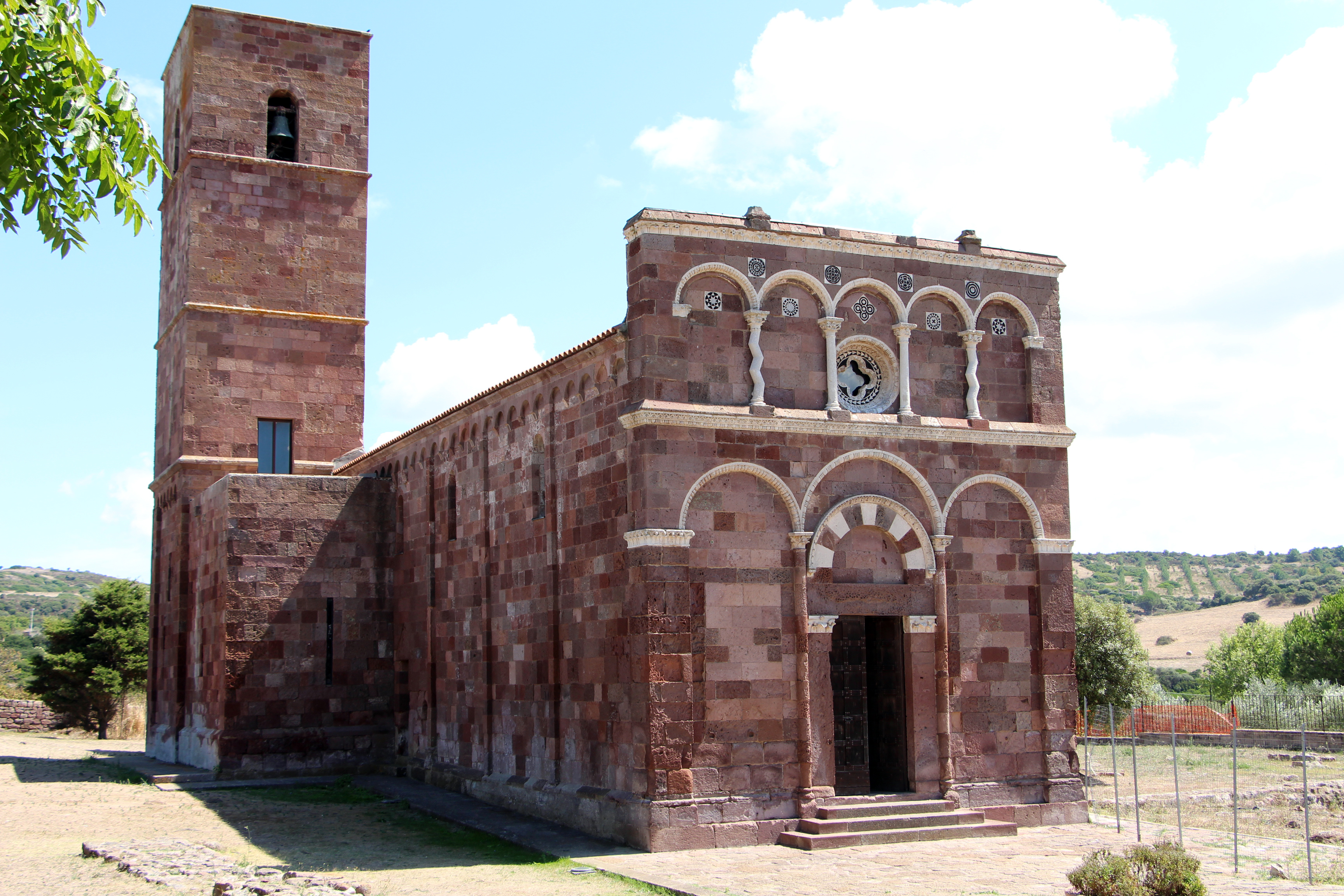
Chiesa di Nostra Signora di Tergu

### L'avvento del monachesimo benedettino
La fondazione di monasteri e abbazie benedettine, camaldolesi e vittorine nei territori giudicali fu favorita da papa Gregorio VII e voluta dai giudici sardi che capirono l'importanza di introdurre le nuove metodiche agricole come la rotazione delle colture e le bonifiche in una Sardegna con uno sviluppo agricolo non ancora sufficiente a supportare una crescita demografica utile alle finalità politiche giudicali. I monasteri benedettini vennero costruiti in luoghi isolati (secondo la regola di San Benedetto) e vicini a corsi d'acqua, in un'ottica di colonizzazione di territori deserti come del resto avvenne in tutta Europa. I monaci ed i servi che ivi arrivarono in donazione dalla nobiltà locale, disboscarono e conquistarono spazi fertili, coltivarono orti, costruirono mulini, officine artigiane, ecc.
I monasteri diventarono soggetti economici importanti anche grazie alle decime fiscali. Tuttavia l'avvento dei Cistercensi, ramo più severo dell'ambiente dei Benedettini, pose in tutta evidenza il contrasto tra decime, lavori servili e donazioni, con i più autentici principi cristiani. Questi monaci crearono le più avanzate aziende agricole del tempo, la grangia, ed impiegarono persone libere facenti parte della comunità, dette conversi. Fu soprattutto Gonario II di Torres che, capendo l'importanza dei Cistercensi per lo sviluppo economico e, non meno, per la cristianizzazione più autentica, favorì il loro insediamento nel proprio giudicato.

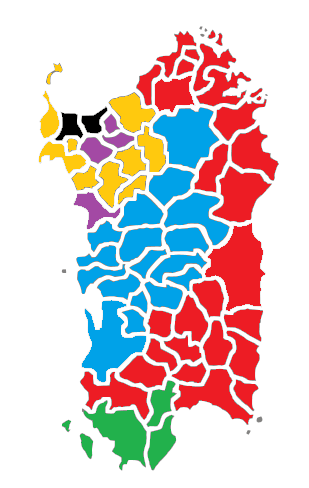
In rosso i territori sardi controllati direttamente da Pisa nei primi anni del XIV secolo, i verde i possedimenti dei Della Gherardesca, in azzurro il Giudicato di Arborea, in viola i Malaspina, in giallo i Doria e in nero il Libero comune di Sassari

## Interventi di Pisa, Genova, Papato e Impero
All'inizio dell'XI secolo ripresero gli attacchi degli Arabi di al-Andalus che nel 1015, condotti da Mujāhid al-ʿĀmirī (detto nelle fonti occidentali Museto o Mugetto), signore di Dénia, nelle Baleari, sconfissero la resistenza sarda e, secondo alcuni storici, conquistarono Cagliari, anche se dalle fonti pisane si evince che Mujāhid sbarcò presumibilmente in territorio del Giudicato di Torres, nella Sardegna nord-occidentale, cioè in una parte dell'isola raramente sotto attacco, e non ebbe perciò difficoltà a saccheggiare gli sguarniti centri costieri. Sollecitate dal papa preoccupato anche per le incursioni lungo le coste tirreniche continentali, le repubbliche marinare di Pisa e Genova si allearono ma solo nel 1044 (ma per alcuni nel 1035), dopo aver più volte inviato occulti ricognitori e preparato il tutto con decisiva accuratezza, toscani, liguri e sardi uniti sferrarono un mortale attacco congiunto a Bona, la roccaforte dove si era rifugiato il pirata, sconfiggendo l'esercito di Mujāhid e preservando l'isola come parte della cristianità. La Sardegna liberata dalle incursioni moresche vide però lo sviluppo dell'interesse commerciale e politico delle due Repubbliche marinare le quali iniziarono ad interferire nei vari governi giudicali. L'ingerenza politica pisana sui re giudici di Gallura e di Calari durò dall'XI al XIV secolo, trasformandosi lentamente prima in protettorato, poi in dominazione. Lo scontro tra Genova e Pisa per la Sardegna e la Corsica venne influenzato dalle politiche papali e dal posizionamento delle due città tra le fazioni guelfe e ghibelline con frequenti cambi di fronte. Il Giudicato di Arborea e di Torres coltivarono una politica di alleanza con Pisa e Genova a seconda delle convenienze politico militari ma fu solo quello di Arborea a riuscire a mantenere una concreta autonomia.
Già dal 1167 papa Alessandro III rivendicava esplicitamente una giurisdizione sulla Sardegna e, scrivendo all'arcivescovo di Genova, rivelava una forte preoccupazione per il tentativo pisano di sottrarre la Sardegna al dominio et iurisdictioni Sancti Petri. Ma tra il 1150 e il 1250 anche il Sacro Romano Impero si interessò alla Sardegna con Federico Barbarossa prima e Federico II dopo, il quale fece sposare nel 1238 Adelasia di Torres, vedova senza eredi di Ubaldo Visconti con il tredicenne figlio naturale Enzo di Hohenstaufen, nominandolo subito dopo Rex Sardiniae. A partire dalla seconda metà del Duecento i tre giudicati di Torres, Gallura e Calari terminarono la loro esistenza autonoma grazie alle manovre diplomatiche e matrimoniali di Genova e Pisa sul territorio, sui commerci, sulle curie vescovili e sulle cancellerie giudicali.
Il Giudicato di Torres terminò di fatto con la gestione diretta di buona parte dei territori ad opera delle famiglie Doria e Malaspina. La Gallura andò alla famiglia Visconti di Pisa. A Cagliari si insediarono i marchesi di Massa prima e i Visconti dopo. Queste famiglie riuscirono a sfruttare il meccanismo della reggenza femminile dei giudicati e, a seguito di un'oculata politica matrimoniale, riuscirono anche a far eleggere giudice un membro della propria famiglia ad opera della Corona de Logu.

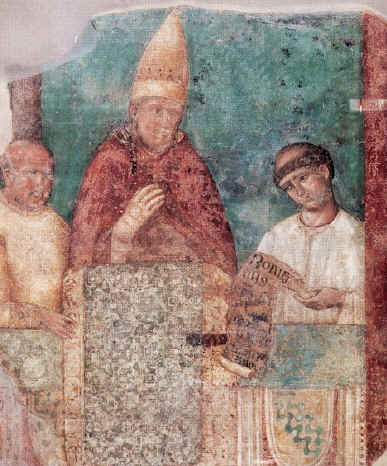
Papa Bonifacio VIII

 In questo contesto la Chiesa riuscì a interferire pesantemente con la nomina di vescovi genovesi o pisani che spesso facevano l'interesse delle due Repubbliche Marinare quando chiamati a svolgere la funzione di Legati Pontifici. Il Giudicato di Arborea, che mantenne oltre il 1250 il legame di vassallaggio con il papato, dovette opporsi allo strapotere di Pisa con le proprie forze e riuscì a conservare l'indipendenza. Nel corso del XIV secolo strappò gradualmente la Sardegna ai potenti signori di origine genovese e pisana prima ed agli aragonesi dopo, arrivando all'unificazione dell'Isola nel 1391 ad esclusione della città di Alghero e della rocca di Castello a Cagliari.
Fu infatti papa Bonifacio VIII che, creando nel 1297 il Regno di Sardegna e Corsica e infeudandolo alla Corona d'Aragona, aveva dato una licentia invadendi che avviò uno stato di belligeranza quasi centenario, dovuto al fatto che tale investitura, legata alla volontà del Papa di ricevere censi annuali dai sovrani catalani, si scontrava con la presenza effettiva e militare del Giudicato di Arborea il quale viveva una fase di ascesa economica, politica e di piena sovranità.
La Corona d'Aragona, forte dell'infeudazione pontificia, avviò la campagna militare solo 26 anni dopo, quando nel 1323-24 con l'aiuto dei loro parenti, alleati e vassalli degli Arborea riuscì a concretizzare grazie alla vittoria nella battaglia di Lucocisterna la nascita del Regno di Sardegna. Dopo le terribili epidemie di peste nera che decimarono la popolazione, mentre i Doria ancora resistevano agli aragonesi (la città da loro fondata di Castelsardo cadde solo nel 1448) gli Arborea ruppero l'alleanza schierandosi con questi ultimi, e combattendo per decenni i catalano-aragonesi arrivarono già dal 1354 a controllare quasi l'intera isola. La Corona d'Aragona dovette lottare per quasi 90 anni, con tutte le proprie energie e perdendo sul campo molti dei migliori rampolli delle famiglie catalane a causa di cocenti sconfitte militari, prima di domare, grazie anche a frequenti epidemia di peste, una guerra che fra mediazioni, trattati di pace e tentativi di assimilazioni dinastiche divise i due regni e si prolungò fino al 1420, quando l'ultimo re di Arborea, Guglielmo III di Narbona, cedette quel che rimaneva dell'antico regno alla Corona aragonese per 100.000 fiorini d'oro.
Terminò così il dominio di quelli che i re aragonesi consideravano solo vassalli-ribelli, ma che erano una delle casate più antiche d'Europa, forti di oltre cinquecento anni di sovranità legittima. Ancora verso la fine del XV secolo un discendente dei giudici, Leonardo Alagon, tentò di difendere i propri diritti sul Marchesato di Oristano contro il viceré Nicola Carroz, anch'esso discendente degli Arborea, scatenando una vasta ribellione fra i sardi che si concluse nel 1478 con la sconfitta, la morte di circa diecimila uomini, e la definitiva pacificazione del Regno sotto la Corona d'Aragona. 
La conquista e l'introduzione del sistema feudale portarono all'arresto del processo di rinnovamento economico e culturale che Pisa e Genova, e la Chiesa stessa con i suoi ordini monastici, avevano portato avanti, con l'isola che si avviava verso un chiaro progresso sociale, gettando invece le basi per una condizione di sottosviluppo che l'isola paga ancora oggi.

## Principali accadimenti cronologici

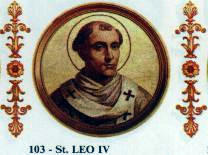
851 - Papa Leone IV scrive allo Iudex Sardiniae

### IX secolo
- primi dell'800 - missive papali indirizzate ad un Ipatos, cioè un Consul che accorpava le funzioni del Praeses e del Dux militare;
- 840 - il geografo arabo Ibn Khurdadhbih relaziona sulla presenza in Sardegna di un batrìq, console di Sardegna, Baleari e Corsica;
- 851 - papa Leone IV scrive allo Iudex Sardiniae per chiedere l'invio di un reparto militare a Roma e la fornitura di lana marina, il bisso, per la confezione degli indumenti pontifici;
- 864 - papa Niccolò I stigmatizza le unioni di natura incestuosa (matrimoni fra consanguinei) che intercorrono da anni tra gli Iudices sardi (il plurale lascia intendere una molteplicità di signori locali);
- 872 - papa Giovanni VIII invia una lettera indirizzata ai Principes Sardiniae;

### X secolo
- 915 - l'imperatore Costantino VII Porfirogenito tra i vari ufficiali imperiali cita un Arconte per la Sardegna.

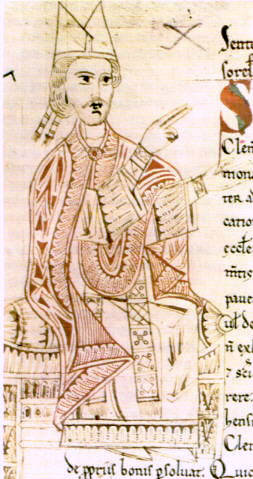
1073 - Papa Gregorio VII scrive ai giudici sardi invitandoli all'obbedienza verso la Chiesa di Roma

### XI secolo
- 1015 - Mujāhid al-ʿĀmirī, signore di Denia, invade la Sardegna settentrionale con lo scopo di creare una testa di ponte per l'attacco della penisola italiana.
- 1016 - papa Benedetto VIII chiede alle repubbliche di Pisa e Genova di intervenire in difesa dell'isola, congiuntamente ai regni giudicali.
- 1054 - Scisma d'Oriente, la Chiesa di Roma avvia relazioni con i giudici sardi per evitare che la Sardegna si avvicini alle eresie dello scisma greco-ortodosso.
- 1065 - Torcotorio-Barisone I di Torres chiede a Desiderio di Montecassino l'invio di monaci Benedettini.
- 1066 - iniziano le donazioni nel giudicato di Cagliari ad opera di Orzocco-Torcotorio I de Lacon Gunale.
- 1070 - Orzocco I de Lacon Gunale trasferisce la capitale giudicale arborense da Tharros a Oristano.
- 1073 - papa Gregorio VII invita i giudici sardi all'obbedienza politica e spirituale verso Santa Romana Chiesa.
- 1091 - papa Urbano II concede temporaneamente la legazia pontificia sulla Sardegna all'Arcivescovo di Pisa.

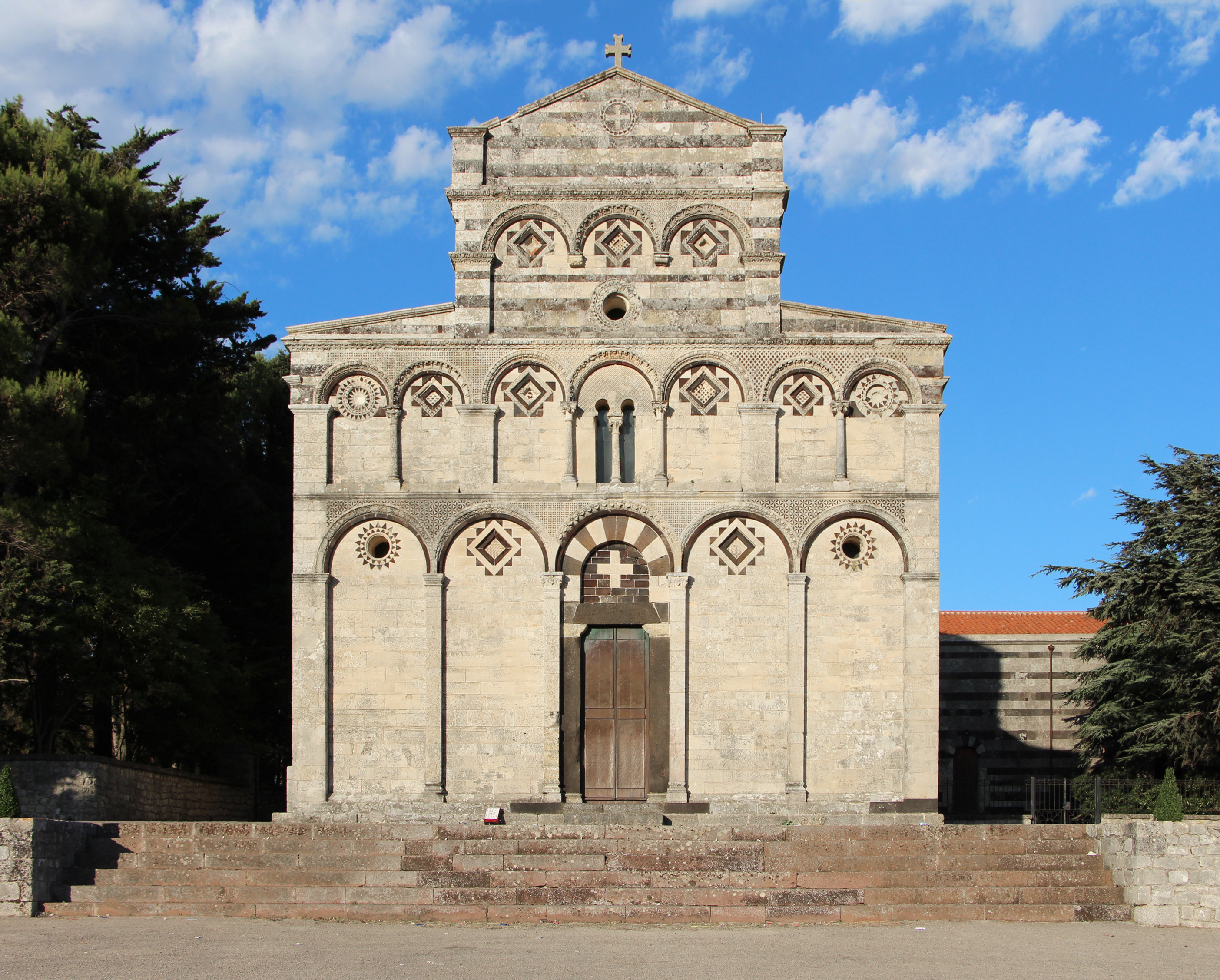
1149 - Gonario II di Torres favorisce i primi insediamenti di cistercensi in Sardegna.

### XII secolo
- 1114 - I Pisani guidano una spedizione alle isole Baleari contro gli Arabi, a cui partecipano Saltaro (figliastro di Costantino I di Torres) e Torbeno di Cagliari.
- 1131 - Comita III d'Arborea si allea con i Genovesi.
- 1146 - L'Arcivescovo di Pisa Villano convoca in un incontro tutti i giudici sardi a Bonarcado: Barisone I di Arborea, Gonario II di Torres, Costantino-Salusio III di Cagliari, Costantino III di Gallura.
- 1149 - Gonario II di Torres, di ritorno dalla seconda crociata, concorda con san Bernardo di Clairvaux il primo insediamento dei cistercensi in Sardegna.
- 1157 - Barisone I d'Arborea sposa Agalbursa de Bas, nipote del Conte di Barcellona.
- 1164 - Barisone I viene incoronato Re di Sardegna il 10 agosto, a Pavia, dall'Imperatore Federico Barbarossa.
- 1187 - Oberto, marchese di Massa, col figlio Guglielmo, occupano il giudicato di Cagliari in virtù di legami matrimoniali. Nasce la dinastia dei Lacon-Massa.
- 1197 - Genova devasta la capitale cagliaritana di Santa Igia.

### XIII secolo
- 1206 - Elena di Gallura sposa Lamberto Visconti.
- 1217 - Lamberto e Ubaldo Visconti invadono il giudicato di Cagliari e usurpano il potere di Benedetta di Massa e Barisone II di Lacon-Serra, morto il quale, Benedetta è costretta a sposare Lamberto Visconti per la legittimazione nel titolo giudicale.
- 1232 - Muore Benedetta di Lacon Massa. Sua sorella Agnese di Massa sposa Ranieri della Gherardesca in contrapposizione ai Visconti. Nel giudicato di Torres Barisone e il tutore Orzocco de Serra vengono uccisi durante una rivolta nobiliare che porta alla nascita dell'autonomo Comune di Sassari.
- 1238 - Adelasia di Torres sposa Enzo di Hohenstaufen il quale viene nominato "Re di Sardegna" dal padre Federico II.
- 1246 - Adelasia di Torres ottiene da Innocenzo IV l'annullamento delle nozze con Enzo di Hohenstaufen.
- 1250 - Guglielmo di Capraia ottiene il riconoscimento pontificio al trono giudicale di Arborea.
- 1256 - Pisa attacca Santa Igia e uccide il giudice Chiano di Cagliari colpevole di un'alleanza con Genova.
- 1258 - Termina formalmente il Giudicato di Cagliari che viene smembrato nei territori dei Capraia, dei Visconti e dei Donoratico.
- 1259 - Termina formalmente il Giudicato di Torres che va in parte ai Doria, ai Malaspina, all'Arborea ed al libero Comune di Sassari.
- 1265 - Mariano II de Bas Serra stipula l'alleanza tra l'Arborea e Pisa.
- 1284 - La sconfitta pisana della Meloria produce profonde divisioni anche nei territori controllati in Sardegna da Ugolino della Gherardesca e Nino Visconti.
- 1288 - Termina formalmente il giudicato di Gallura con l'incameramento diretto ad opera del comune di Pisa.
- 1297 - papa Bonifacio VIII crea il Regnum Sardiniae et Corsicae e lo infeuda a Giacomo II di Aragona, in cambio della sua rinuncia al trono di Sicilia.

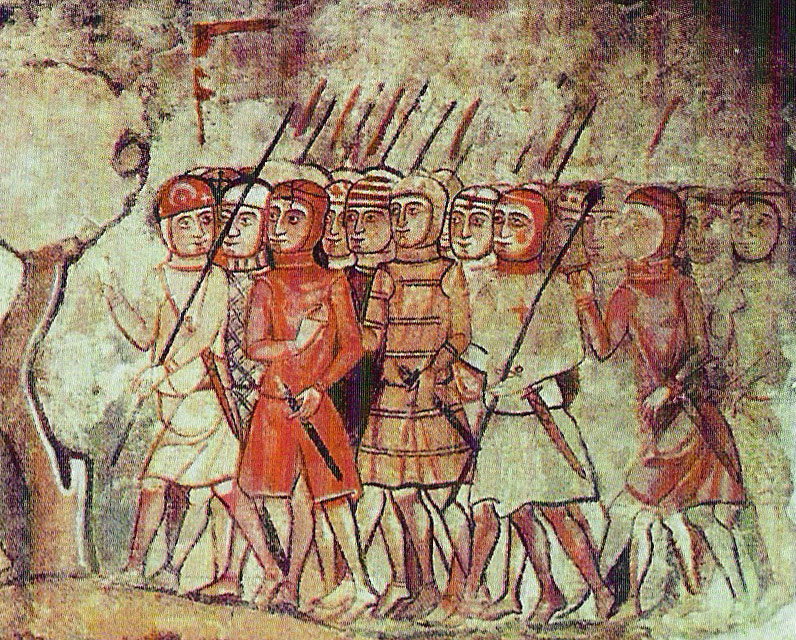
1324 - Battaglia di Lucocisterna. Gli almogàver fermano i Pisani che perdono i territori sardi.

### XIV secolo
- 1323 - L'infante Alfonso d'Aragona, primogenito del re Giacomo II, sbarca a Palma di Sulcis per avviare l'infeudazione dei territori controllati dai pisani, mentre conferma gli accordi con gli Arborea, i Doria, i Malaspina e il Comune di Sassari.
- 1324 - I Pisani sono sconfitti dagli Aragonesi nella battaglia di Lucocisterna presso Cagliari. I Catalani avviano l'assedio del castello di Cagliari dal loro quartier generale di Bonaria. Pisa capitola ma ottiene inizialmente in feudo il castello di Cagliari poi sostituito dalle ex curatorie di Gippi e Trexenta. L'introduzione del sistema feudale crea uno stato di grande sconvolgimento nell'assetto sociale e culturale dell'isola, interrompendo quel processo di rinnovamento economico e culturale che Pisa e Genova, e la Chiesa stessa con i suoi ordini monastici avevano portato avanti, che stava avviando l'isola verso un chiaro progresso sociale.[29]
- 1326 - I Donoratico Della Gherardesca ottengono in feudo il Sulcis.
- 1339 - Il donnichello Mariano d'Arborea diviene Conte del Goceano (in regime extragiudicale e feudale verso l'Aragona).
- 1347 - Mariano IV diviene giudice di Arborea e promulga il Codice rurale per la regolamentazione di pastorizia e agricoltura.
- 1353 - Mariano IV d'Arborea, in alleanza con Matteo Doria, rompe l'alleanza con Pietro IV d'Aragona e dichiara guerra ai catalani.
- 1354 - Gli arborensi vincono in battaglia e costringono Pietro IV ad intervenire personalmente in Sardegna con una costosa spedizione militare che si conclude con un trattato di pace.
- 1355 - Pietro IV d'Aragona convoca a Cagliari il primo parlamento del Regnum Sardiniae et Corsicae.
- 1364 - Mariano IV d'Arborea intraprende una guerra "nazionalitaria" avendo ricevuto in tal senso mandato della Corona de Logu e di tanti cittadini sardi in rivolta verso gli aragonesi. Le azioni militari condotte efficacemente portano alla conquista dell'intera isola salvo la città di Alghero ed i castelli di Cagliari, San Michele, Gioiosaguardia, Acquafredda, Quirra.
- 1376 - Muore Mariano IV e subentra il figlio Ugone III.
- 1383 - Una congiura (verosimilmente orchestrata dagli Aragonesi) porta all'assassinio di Ugone III e della figlia Benedetta. Eleonora d'Arborea, figlia di Mariano IV, diviene reggente del giudicato in luogo del figlio minorenne Federico. Si riaccende lo scontro con l'Aragona.
- 1386 - Brancaleone Doria, marito di Eleonora, viene arrestato a Barcellona mentre era in missione diplomatica.
- 1388 - Eleonora firma una pace forzata (visto il sequestro del coniuge) e accetta di tornare alla ripartizione territoriale del 1353 (prima delle campagne militari di suo padre Mariano).
- 1390 - solo dopo due anni di rafforzamenti nei territori prima detenuti dagli Arborea, i Catalani liberano Brancaleone Doria. Immediatamente Eleonora dichiara guerra ai Catalani e le azioni militari guidate dal marito portano alla riconquista dei territori giudicali perduti con la pace dell'88.
- 1392 - morto il fratello Federico, diventa giudice l'altro figlio di Eleonora, Mariano V. Eleonora promulga la Carta de Logu in ossequio all'antica ed evoluta tradizione giuridica giudicale.
- 1396 - Martino I d'Aragona, di ritorno dalla guerra siciliana che lo vide vittorioso sulla rivolta dei Baroni, visita gli unici possedimenti ancora in mano agli aragonesi in Sardegna: Castel di Cagliari, Alghero e Longosardo (Santa Teresa di Gallura) e provvede a far arrivare rinforzi e provviste.

### XV secolo
- 1407 - Muore Mariano V e la Corona de Logu designa alla successione giudicale il pronipote di Mariano IV, Guglielmo III visconte di Narbona.
- 1408 - Sbarca in Sardegna il principe Martino il giovane per avviare la riconquista del regno agli aragonesi.
- 1409 - Il 30 giugno Martino infligge una pesante sconfitta all'esercito arborense guidato da Guglielmo III nella Battaglia di Sanluri.
- 1410 - Muore a Cagliari Martino il giovane ed alla morte del padre, Martino I, finisce senza eredi la dinastia dei conti di Barcellona. L'Aragona verrà governata dalla dinastia castigliana dei Trastámara. Guglielmo III riporta una piccola vittoria militare a Sant'Anna presso Oristano, tuttavia firma il 29 marzo la pace di san Martino che prevede la nascita del Marchesato di Oristano, infeudato a Leonardo Cubello, mentre il Giudicato di Arborea sopravvive giuridicamente nei territori settentrionali del Goceano e del Logudoro.
- 1420 - termina formalmente il Giudicato di Arborea in quanto Guglielmo III di Narbona cede i suoi diritti giudicali al re Alfonso il Magnanimo per 100.000 fiorini d'oro.
- 1448 - I catalani espugnano Castelgenovese (l'attuale Castelsardo) e pongono termine ai domini dei Doria in Sardegna.
- 1470 - Salvatore Cubello muore senza eredi e lascia il Marchesato di Oristano al nipote Leonardo de Alagon (discendente degli Arborea). Il Viceré spagnolo Nicolò Carroz, temendo nuove ribellioni antifeudali, si oppone alla successione determinando una rivolta dei sardi sotto la guida di Leonardo de Alagon.
- 1478 - Nicolò Carroz sconfigge le truppe di Leonardo de Alagon nella battaglia di Macomer e incamera il Marchesato di Oristano nei beni della Corona di Spagna.